# Besoldungsordnung B
Die Besoldungsordnungen B sind in Deutschland Anlagen zum Bundesbesoldungsgesetz (BBesG; „Bundesbesoldungsordnung B“) und den Landesbesoldungsgesetzen, in denen die Ämter und Dienstgrade der Beamten bzw. Soldaten (letzteres nur in der Bundesbesoldungsordnung B) den Besoldungsgruppen B 1 bis B 11 (in einigen Ländern abweichend) nach ihrer Wertigkeit zugeordnet sind.

## Bundesbesoldungsordnung B
Die Bundesbesoldungsordnung B vereint die Spitzenämter der Laufbahnen des höheren Dienstes.
Die Bundesbesoldungsordnung B hat feste Grundgehälter, die Bundesbesoldungsordnung A dagegen aufsteigende Gehälter, bei denen Beamte und Soldaten nach Erfahrungszeiten in den Stufen aufsteigen. Die Grundgehaltssätze der Besoldungsgruppen sind in Anlage IV des BBesG ausgewiesen. Die Ämter der Bundesbesoldungsordnung B müssen, anders als bei denen der Besoldungsordnung A (§ 9 Abs. 2 BLV) nicht regelmäßig durchlaufen werden.
Die Bundesbesoldungsordnung B umfasst die höchsten Dienstgrade der Laufbahnen der Offiziere des Truppendienstes, der Offiziere der Reserve des Truppendienstes, der Offiziere des Sanitätsdienstes, der Offiziere der Reserve des Sanitätsdienstes, der Offiziere des Geoinformationsdienstes der Bundeswehr (nur Brigadegeneral/Flottillenadmiral) und der Offiziere der Reserve des Geoinformationsdienstes der Bundeswehr (nur Brigadegeneral/Flottillenadmiral), die zur Dienstgradgruppe der Generale gehören (Anlage 2 SLV).
Die Amtsbezeichnungen der Richter des Bundes an den Bundesgerichten und die Ämter der Staatsanwälte des Bundes beim Generalbundesanwalt beim Bundesgerichtshof sind hingegen in der Bundesbesoldungsordnung R (Anlage III BBesG) den Besoldungsgruppen zugeordnet. Die niedrigste Besoldungsgruppe R 2 hat aufsteigende Gehälter. Die festen Gehälter beginnen ab Besoldungsgruppe R 3. Die Grundgehaltssätze sind ebenfalls in Anlage IV BBesG ausgewiesen. Die Grundgehälter der Besoldungsgruppe B 3 bis B 9 entsprechen denen der Besoldungsgruppen R 3 bis R 9, wobei R 4 nicht vergeben ist. Die Besoldungsgruppe B 11 entspricht der höchsten Besoldungsgruppe R 10 in der Bundesbesoldungsordnung R. Die Besoldungsgruppe B 10 hat keine Entsprechung in der Bundesbesoldungsordnung R.
In der Bundesbesoldungsordnung B entspricht das Grundgehalt der Besoldungsgruppe B 1 dem Endgrundgehalt (Stufe 8) der Besoldungsgruppe A 15. Das Grundgehalt der Besoldungsgruppe B 2 liegt in der Bundesbesoldungsordnung B über dem Endgrundgehalt der höchsten Besoldungsgruppe A 16 der Bundesbesoldungsordnung A.
Die im Folgenden kursiv geschriebenen Amtsbezeichnungen „Direktor“, „Direktor und Professor“, „Erster Direktor“, „Oberdirektor“, „Präsident“ und „Präsident und Professor“ sind Grundamtsbezeichnungen. Diese dürfen nur in Verbindung mit einem Zusatz verliehen werden, die hinweisen auf den Dienstherrn, den Verwaltungsbereich, die Laufbahn und/oder die Fachrichtung. Die Zusätze werden in einem Rundschreiben des Bundesministeriums des Innern und für Heimat festgesetzt.

### Besoldungsgruppe B1
- Direktor und Professor 1

### Besoldungsgruppe B2
- Abteilungsdirektor, Abteilungspräsident
  - als Leiter einer großen und bedeutenden Abteilung
    - bei einer Mittel- oder Oberbehörde,
    - bei einer sonstigen Dienststelle oder Einrichtung, wenn deren Leiter mindestens in Besoldungsgruppe B 5 eingestuft ist
- Direktor 1
- Direktor und Professor 2
- Vizepräsident
  - bei einer Dienststelle oder sonstigen Einrichtung, wenn der Leiter in die Besoldungsgruppe B 5 eingestuft ist 3
- Oberst 4
- Kapitän zur See 4
- Oberstapotheker 4
- Flottenapotheker 4
- Oberstarzt 4
- Flottenarzt 4
- Oberstveterinär 4

### Besoldungsgruppe B3
- Abteilungsdirektor, Abteilungspräsident
  - als der ständige Vertreter eines Direktionspräsidenten bei der Generalzolldirektion
  - als Leiter der Zentralabteilung des Bundesinstituts für Berufsbildung
  - als Leiter der Zentralstelle für Finanztransaktionsuntersuchungen bei der Generalzolldirektion
  - beim Bundesamt für den Militärischen Abschirmdienst
  - beim Informationstechnikzentrum Bund
  - beim Bundeszentralamt für Steuern
  - als Leiter einer großen Abteilung bei einer wissenschaftlichen Forschungseinrichtung, wenn der Leiter mindestens in die Besoldungsgruppe B 7 eingestuft ist
- Abteilungsdirektor bei der Deutschen Rentenversicherung Bund
  - als Leiter einer besonders großen und besonders bedeutenden Abteilung
- Abteilungsdirektor bei der Deutschen Rentenversicherung Knappschaft-Bahn-See
  - als Leiter einer besonders großen und besonders bedeutenden Abteilung
- Abteilungspräsident beim Bundesamt für Soziale Sicherung
  - als Leiter einer besonders großen und besonders bedeutenden Abteilung
- Botschafter 1
- Bundesbankdirektor 2
- Direktor 3
- Direktor und Professor 4
- Generalkonsul 5
- Gesandter 5
- Kurator der Museumsstiftung Post und Telekommunikation
- Leitender Postdirektor
  - bei der Bundesanstalt für Post und Telekommunikation Deutsche Bundespost
  - bei der Deutsche Post AG
  - bei der Deutschen Bank AG
  - bei der Deutschen Telekom AG
- Ministerialrat
  - bei einer obersten Bundesbehörde und beim Bundeseisenbahnvermögen 6, 7
- als Mitglied des Bundesrechnungshofes
- Vizepräsident
  - bei einer Dienststelle oder sonstigen Einrichtung, wenn der Leiter in die Besoldungsgruppe B 6 eingestuft ist
- Vortragender Legationsrat Erster Klasse 6
- Oberst 9
- Kapitän zur See 9
- Oberstapotheker 9
- Flottenapotheker 9
- Oberstarzt 9
- Flottenarzt 9
- Oberstveterinär 9

### Besoldungsgruppe B4
- Direktor 1
- Erster Direktor 2
- Leitender Direktor des Marinearsenals
- Präsident 3
- Vizepräsident
  - bei einer Dienststelle oder sonstigen Einrichtung, wenn der Leiter in die Besoldungsgruppe B 7 eingestuft ist 4

### Besoldungsgruppe B5
- Bundesbankdirektor 1
- Direktor 2
- Direktor und Professor 3
- Erster Direktor 4
- Generaldirektor der Staatsbibliothek der Stiftung Preußischer Kulturbesitz
- Generaldirektor und Professor der Staatlichen Museen der Stiftung Preußischer Kulturbesitz
- Inspekteur der Bereitschaftspolizeien der Länder
- Landrat (Deutschland), im Bundesland  Hessen (bis B7)
- Oberdirektor 5
- Präsident 6
- Präsident und Professor 7
- Vizepräsident, Vizedirektor
  - bei einer Dienststelle oder sonstigen Einrichtung, wenn der Leiter in die Besoldungsgruppe B 8 eingestuft ist 8

### Besoldungsgruppe B6
- Botschafter 1
- Bundesbankdirektor 2
- Bundeswehrdisziplinaranwalt
- Direktionspräsident bei der Generalzolldirektion
- Direktor 3
- Direktor und Professor 4
- Erster Direktor 5
- Generaldirektor der Deutschen Nationalbibliothek
- Generalkonsul 6
- Gesandter 6
- Leiter des Militärrabbinats
- Militärgeneraldekan
- Militärgeneralvikar
- Ministerialdirigent
  - bei einer obersten Bundesbehörde
    - als Leiter einer Abteilung, 7
    - als Leiter einer Unterabteilung, 8
    - als der ständige Vertreter eines in Besoldungsgruppe B 9 eingestuften Abteilungsleiters, soweit kein Unterabteilungsleiter vorhanden ist 8

  - beim Bundespräsidialamt und beim Bundeskanzleramt als Leiter einer auf Dauer eingerichteten Gruppe
- Oberdirektor 9
- Präsident 10
- Präsident und Professor 11
- Vizepräsident
  - bei einer Dienststelle oder sonstigen Einrichtung, wenn der Leiter in die Besoldungsgruppe B 9 eingestuft ist 12
  - Vizepräsident beim Bundesamt für den Militärischen Abschirmdienst
- Brigadegeneral
- Flottillenadmiral
- Generalapotheker
- Generalarzt
- Admiralarzt

### Besoldungsgruppe B7
- Direktor 1
- Ministerialdirigent
  - im Bundesministerium der Verteidigung als ständiger Vertreter des Leiters einer großen oder bedeutenden Abteilung oder als Leiter des Stabes Organisation und Revision
- Oberdirektor 2
- Präsident 3
- Präsident und Professor 4
- Vizepräsident
  - der Generalzolldirektion
  - eines Amtes der Bundeswehr, dessen Leiter in die Besoldungsgruppe B 9 eingestuft ist
- Generalmajor
- Konteradmiral
- Generalstabsarzt
- Admiralstabsarzt

### Besoldungsgruppe B8
- Direktor 1
- Direktor des Informationstechnikzentrums Bund
- Erster Direktor 2
- Präsident 3
- Präsident und Professor 4

### Besoldungsgruppe B9
- Botschafter 1
- Bundesbankdirektor 2
- Direktor beim Bundesverfassungsgericht
- Ministerialdirektor
  - bei einer obersten Bundesbehörde als Leiter einer Abteilung 3
- Präsident  4
- Vizepräsident des Bundesrechnungshofes
- Generalleutnant
- Vizeadmiral
- Generaloberstabsarzt
- Admiraloberstabsarzt

### Besoldungsgruppe B10
- Ministerialdirektor
  - als Stellvertretender Chef des Presse- und Informationsamtes der Bundesregierung
  - als Stellvertretender Sprecher der Bundesregierung
  - als der leitende Beamte beim Beauftragten der Bundesregierung für Kultur und Medien
- Präsident der Deutschen Rentenversicherung Bund
- General 1
- Admiral 1

### Besoldungsgruppe B11
- Präsident des Bundesrechnungshofes
- Staatssekretär
- Bundesbeauftragter für den Datenschutz und die Informationsfreiheit
- Wehrbeauftragter des Deutschen Bundestages

## Landesbesoldungsordnungen

### Baden-Württemberg
Festgelegt für die Landesbeamten in der Anlage 2 – Landesbesoldungsordnung B – zum Landesbesoldungsgesetz Baden-Württemberg (LBesGBW) vom 9. November 2010 und für die hauptamtlichen Wahlbeamten auf Zeit im Gesetz über die Besoldung und Dienstaufwandsentschädigung
der Landräte, der hauptamtlichen Bürgermeister und der Beigeordneten (Landeskommunalbesoldungsgesetz – LKomBesG) vom 9. November 2010.

#### Besoldungsgruppe B1
nicht besetzt

#### Besoldungsgruppe B2
- Abteilungsdirektor bei der Deutschen Rentenversicherung Baden-Württemberg 1
- Abteilungsdirektor
  - als Leiter einer großen und bedeutenden Abteilung
    - bei einer Mittel- oder Oberbehörde des Landes
    - bei einer sonstigen Dienststelle oder Einrichtung, wenn deren Leiter mindestens in Besoldungsgruppe B 5 eingestuft ist

  - als Leiter eines großen und bedeutenden Referats bei der Oberfinanzdirektion, sofern er für sein und mindestens ein weiteres Referat den Finanzpräsidenten vertritt
  - als der ständige Vertreter des Direktors des Landesbetriebs Vermögen und Bau Baden-Württemberg
  - als der ständige Vertreter des Präsidenten der IT Baden-Württemberg
  - als ständiger Vertreter des Leiters einer Abteilung bei einem Regierungspräsidium 2
- Abteilungspräsident  3  4
  - als Leiter einer Abteilung bei einem Regierungspräsidium
- Direktor bei der Datenzentrale Baden-Württemberg
  - als weiteres Mitglied des Vorstands
- Direktor der Landeszentrale für politische Bildung
- Direktor des Landwirtschaftlichen Technologiezentrums Augustenberg
- Direktor der Staatlichen Anlagen und Gärten
- Direktor und Professor 4
  - als Leiter einer wissenschaftlichen Forschungseinrichtung
- Erster Landesbeamter  5
  - bei einem Landratsamt eines Landkreises mit bis zu 300.000 Einwohnern
- Erster Direktor der Landesakademie für Fortbildung und Personalentwicklung an Schulen
  - als Vorstandsvorsitzender
- Finanzpräsident
  - als Leiter einer Abteilung bei der Oberfinanzdirektion
- Landoberstallmeister
  - als Leiter des Haupt- und Landgestüts Marbach
- Leitender Direktor beim Verband Region Stuttgart für den Bereich Wirtschaft/Infrastruktur 6
- Leitender Kreisverwaltungsdirektor  2
  - als Dezernent bei einem Landratsamt eines Landkreises mit mehr als 300.000 Einwohnern
- Leitender Technischer Direktor beim Verband Region Stuttgart für den Bereich Planung 6
- Ministerialrat 7  8
  - beim Landtag und bei einer obersten Landesbehörde
- Museumsdirektor und Professor
  - als Leiter des Linden-Museums Stuttgart
  - als Leiter des Staatlichen Museums für Naturkunde Karlsruhe
- Parlamentsrat  9
- Polizeivizepräsident
  - als der Vertreter des Leiters eines regionalen Polizeipräsidiums
  - als der Vertreter des Leiters des Polizeipräsidiums Einsatz
- Professor als Direktor
  - eines Seminars für Didaktik und Lehrerbildung (Berufliche Schulen)
  - eines Seminars für Didaktik und Lehrerbildung (Gymnasien)
- Stadtdirektor bei der Landeshauptstadt Stuttgart 4
  - als Leiter eines großen und bedeutenden Amtes
- Stadtdirektor
  - bei einer Stadt mit mehr als 100.000 Einwohnern 4
    - als Leiter einer großen und bedeutenden Organisationseinheit
- Verbandsdirektor eines Regionalverbands 4
  - mit nicht mehr als 700.000 Einwohnern
- Vizepräsident des Landeskriminalamts
  - als der Vertreter des Präsidenten
- Vizepräsident des Präsidiums Technik, Logistik, Service der Polizei
  - als der Vertreter des Präsidenten
- Vizepräsident bei der Hochschule für Polizei Baden-Württemberg
  - als der Vertreter des Präsidenten für den Bereich des Präsidiums Bildung

Landräte, hauptamtliche Bürgermeister und Beigeordnete:
- Hauptamtliche Bürgermeister
  - in Gemeinden mit einer Einwohnerzahl bis zu 10.000 2
  - in Gemeinden mit einer Einwohnerzahl bis zu 15.000 4
- Erste Beigeordnete
  - in Gemeinden mit einer Einwohnerzahl bis zu 20.000 2
  - in Gemeinden mit einer Einwohnerzahl bis zu 30.000 4
- Weitere Beigeordnete
  - in Gemeinden mit einer Einwohnerzahl bis zu 30.000 2

#### Besoldungsgruppe B3
- Abteilungspräsident 1  2
  - als Leiter einer Abteilung bei einem Regierungspräsidium
- Direktor des Landesbetriebs Vermögen und Bau Baden-Württemberg
- Direktor und Professor
  - als Leiter einer wissenschaftlichen Forschungseinrichtung 2
  - als Leiter der Forstlichen Versuchs- und Forschungsanstalt Baden-Württemberg
- Erster Landesbeamter 3
  - bei einem Landratsamt eines Landkreises mit mehr als 300.000 Einwohnern
- Finanzpräsident
- Generalsekretär der Führungsakademie Baden-Württemberg
- Geschäftsführer bei der Handwerkskammer Stuttgart
  - als der erste Stellvertreter des Hauptgeschäftsführers
- Hauptgeschäftsführer bei einer Handwerkskammer 4
- Landeskriminaldirektor
- Landespolizeidirektor
- Leitender Direktor beim Verband Region Rhein-Neckar
  - als der Leitende Planer und ständige Vertreter des Verbandsdirektors
- Leitender Ministerialrat 5
  - beim Landtag und bei einer obersten Landesbehörde
    - als ständiger Vertreter eines Abteilungsleiters
- Leitender Parlamentsrat 7
- Ministerialrat 5  6
  - beim Landtag und bei einer obersten Landesbehörde
- Museumsdirektor und Professor
  - als Leiter der Reiss-Engelhorn-Museen Mannheim
  - als Leiter der Staatlichen Kunsthalle Karlsruhe
  - als Leiter der Staatsgalerie Stuttgart
  - als Leiter des Badischen Landesmuseums Karlsruhe
  - als Leiter des Landesmuseums für Technik und Arbeit in Mannheim
  - als Leiter des Staatlichen Museums für Naturkunde Stuttgart
  - als Leiter des Württembergischen Landesmuseums Stuttgart
- Polizeipräsident
  - als Leiter eines regionalen Polizeipräsidiums
  - als Leiter des Polizeipräsidiums Einsatz
- Präsident des Landesamts für Verfassungsschutz
- Präsident des Landesarchivs
- Präsident des Landeskriminalamts
- Präsident des Präsidiums Technik, Logistik, Service der Polizei
- Professor
  - als Direktor am Landesinstitut für Schulentwicklung
- Stadtdirektor bei der Landeshauptstadt Stuttgart 2
  - als Leiter eines großen und bedeutenden Amtes
- Stadtdirektor bei einer Stadt mit mehr als 250.000 Einwohnern 2
  - als Leiter einer großen und bedeutenden Organisationseinheit
- Verbandsdirektor des Kommunalverbands für Jugend und Soziales Baden-Württemberg
- Verbandsdirektor eines Regionalverbands
  - mit nicht mehr als 700.000 Einwohnern 2
  - mit mehr als 700.000 bis zu 1,5 Millionen Einwohnern 7
- Vizepräsident der Gemeindeprüfungsanstalt Baden-Württemberg

Landräte, hauptamtliche Bürgermeister und Beigeordnete:
- Hauptamtliche Bürgermeister
  - in Gemeinden mit einer Einwohnerzahl bis zu 15.000 2
  - in Gemeinden mit einer Einwohnerzahl bis zu 20.000 7
- Erste Beigeordnete
  - in Gemeinden mit einer Einwohnerzahl bis zu 30.000 2
- Weitere Beigeordnete
  - in Gemeinden mit einer Einwohnerzahl bis zu 50.000 7

#### Besoldungsgruppe B4
- Direktor des Zweckverbands Bodenseewasserversorgung
  - als der kaufmännische Geschäftsführer
  - als der technische Geschäftsführer
- Direktor des Instituts für Bildungsanalysen Baden-Württemberg
- Direktor des Zweckverbands Landeswasserversorgung
  - als der kaufmännische Geschäftsführer
  - als der technische Geschäftsführer
- Hauptgeschäftsführer bei einer Handwerkskammer 1
- Inspekteur der Polizei
- Leitender Direktor der Datenzentrale Baden-Württemberg
  - als Vorsitzender des Vorstands
- Leitender Parlamentsrat 2
- Präsident der IT Baden-Württemberg
- Präsident des Landesamts für Besoldung und Versorgung
- Präsident des Landesamts für Geoinformation und Landentwicklung
- Präsident des Landesamts für Verfassungsschutz
- Präsident des Landesjustizprüfungsamts
- Regierungsvizepräsident
  - als der ständige Vertreter eines Regierungspräsidenten
- Stadtdirektor bei der Landeshauptstadt Stuttgart
  - als Leiter eines Referats
- Verbandsdirektor eines Regionalverbands
  - mit mehr als 700.000 bis zu 1,5 Millionen Einwohnern 2

Landräte, hauptamtliche Bürgermeister und Beigeordnete:
- Hauptamtliche Bürgermeister
  - in Gemeinden mit einer Einwohnerzahl bis zu 20.000 2
  - in Gemeinden mit einer Einwohnerzahl bis zu 30.000 3
- Erste Beigeordnete
  - in Gemeinden mit einer Einwohnerzahl bis zu 50.000 3
- Weitere Beigeordnete
  - in Gemeinden mit einer Einwohnerzahl bis zu 50.000 2
  - in Gemeinden mit einer Einwohnerzahl bis zu 100.000 3

#### Besoldungsgruppe B5
- Direktor bei der Deutschen Rentenversicherung Baden-Württemberg
  - als stellvertretender Geschäftsführer oder Mitglied der Geschäftsführung
- Hauptgeschäftsführer bei einer Handwerkskammer 1
- Landesbeauftragter für den Datenschutz
- Präsident der Landesanstalt für Umwelt Baden-Württemberg
- Präsident des Statistischen Landesamts
- Rechnungshofdirektor
- Regionaldirektor beim Verband Region Stuttgart
- Verbandsdirektor des Verbands Region Rhein-Neckar
- Verbandsdirektor eines Regionalverbands
  - mit mehr als 1,5 Millionen Einwohnern.

Landräte, hauptamtliche Bürgermeister und Beigeordnete:
- Hauptamtliche Bürgermeister
  - in Gemeinden mit einer Einwohnerzahl bis zu 30.000 2
- Erste Beigeordnete
  - in Gemeinden mit einer Einwohnerzahl bis zu 50.000 2
  - in Gemeinden mit einer Einwohnerzahl bis zu 100.000 3
- Weitere Beigeordnete
  - in Gemeinden mit einer Einwohnerzahl bis zu 100.000 2

#### Besoldungsgruppe B6
- Erster Direktor bei der Deutschen Rentenversicherung Baden-Württemberg
  - als Geschäftsführer oder Vorsitzender der Geschäftsführung
- Hauptgeschäftsführer der Handwerkskammer Stuttgart
- Landesforstpräsident
- Landespolizeipräsident
- Ministerialdirigent
  - beim Landtag und bei einer obersten Landesbehörde
    - als Leiter einer Abteilung
- Präsident der Gemeindeprüfungsanstalt Baden-Württemberg
- Präsident des Zentrums für Schulqualität und Lehrerbildung
- Vizepräsident des Rechnungshofs

Landräte, hauptamtliche Bürgermeister und Beigeordnete:
- Landräte
  - in Landkreisen mit einer Einwohnerzahl bis zu 175.000 1
- Hauptamtliche Bürgermeister
  - in Gemeinden mit einer Einwohnerzahl bis zu 50.000 1
- Erste Beigeordnete
  - in Gemeinden mit einer Einwohnerzahl bis zu 100.000 2
- Weitere Beigeordnete
  - in Gemeinden mit einer Einwohnerzahl bis zu 200.000 1

#### Besoldungsgruppe B7
- Oberfinanzpräsident
- Präsident der Landesanstalt für Kommunikation
  - als Vorsitzender des Vorstands

Landräte, hauptamtliche Bürgermeister und Beigeordnete:
- Landräte
  - in Landkreisen mit einer Einwohnerzahl bis zu 175.000 1
  - in Landkreisen mit einer Einwohnerzahl über 175.000 2
- Hauptamtliche Bürgermeister
  - in Gemeinden mit einer Einwohnerzahl bis zu 50.000 1
  - in Gemeinden mit einer Einwohnerzahl bis zu 100.000 2
- Erste Beigeordnete
  - in Gemeinden mit einer Einwohnerzahl bis zu 200.000 2
- weitere Beigeordnete
  - in Gemeinden mit einer Einwohnerzahl bis zu 200.000 1
  - in Gemeinden mit einer Einwohnerzahl bis zu 500.000 2

#### Besoldungsgruppe B8
- Regierungspräsident

Landräte, hauptamtliche Bürgermeister und Beigeordnete:
- Landräte
  - in Landkreisen mit einer Einwohnerzahl über 175.000 1
- Hauptamtliche Bürgermeister
  - in Gemeinden mit einer Einwohnerzahl bis zu 100.000 1
- Erste Beigeordnete
  - in Gemeinden mit einer Einwohnerzahl bis zu 200.000 1
  - in Gemeinden mit einer Einwohnerzahl bis zu 500.000 2
- Weitere Beigeordnete
  - in Gemeinden mit einer Einwohnerzahl über 500.000

#### Besoldungsgruppe B9
- Ministerialdirektor
  - beim Landtag und bei einer obersten Landesbehörde
- Präsident des Rechnungshofs

Landräte, hauptamtliche Bürgermeister und Beigeordnete:
- Hauptamtliche Bürgermeister
  - in Gemeinden mit einer Einwohnerzahl bis zu 200.000 1
- Erste Beigeordnete
  - in Gemeinden mit einer Einwohnerzahl bis zu 500.000 2
  - in Gemeinden mit einer Einwohnerzahl über 500.000

#### Besoldungsgruppe B10
- Staatssekretär
  - als Chef der Staatskanzlei
  - bei der obersten Landesbehörde, deren Geschäftsbereich der stellvertretende Ministerpräsident leitet

Landräte, hauptamtliche Bürgermeister und Beigeordnete:
- Hauptamtliche Bürgermeister
  - in Gemeinden mit einer Einwohnerzahl bis zu 200.000 1
  - in Gemeinden mit einer Einwohnerzahl bis zu 500.000 2

#### Besoldungsgruppe B 11
Landräte, hauptamtliche Bürgermeister und Beigeordnete:
- Hauptamtliche Bürgermeister
  - in Gemeinden mit einer Einwohnerzahl über 500.000

### Bayern
Festgelegt in der Anlage 1 Besoldungsordnungen des Bayerischen Besoldungsgesetzes (BayBesG) vom 5. August 2010

#### Besoldungsgruppe B2
- Abteilungsdirektor
- Direktor bei der Bayerischen Staatsforsten
- Direktor bei einem Regionalträger der Deutschen Rentenversicherung
- Direktor der Landesgewerbeanstalt Bayern
- Direktor des Hauptstaatsarchivs
- Direktor des Planungsverbands äußerer Wirtschaftsraum München
- Direktor des Zweckverbands Bayerische Landschulheime
- Direktor eines Bezirkskrankenhauses
- Geschäftsleiter des Krankenhauszweckverbands Ingolstadt
- Kanzler
  - als hauptamtliches Mitglied der Hochschulleitung
- Leitender Realschuldirektor
  - als Ministerialbeauftragter
- Ministerialrat
- Polizeivizepräsident
  - der Polizeipräsidien Niederbayern, Oberbayern Nord, Oberbayern Süd, Oberfranken, Oberpfalz, Schwaben Nord, Schwaben Süd/West, Unterfranken oder des Präsidiums der Bayerischen Bereitschaftspolizei
- Präsident des Polizeiverwaltungsamts
- Stadtdirektor
- Stellvertretender Generaldirektor der Staatsbibliothek
- Stellvertretender Hauptgeschäftsführer bei den Handwerkskammern für Mittelfranken, Niederbayern-Oberpfalz, Oberbayern, Oberfranken, Schwaben, Unterfranken

Kommunale Wahlbeamte auf Zeit:
- erste Bürgermeister
  - einer kreisangehörigen Gemeinde von 15.001 bis zu 30.000 Einwohnern (soweit nicht in B 3)
  - einer kreisangehörigen Gemeinde von 10.001 bis zu 15.000 Einwohnern (soweit nicht in A 16)
- weitere Bürgermeister
  - in kreisfreien Gemeinden oder Großen Kreisstädten bis zu 30.000 Einwohnern (soweit nicht in A 16)
  - in kreisangehörigen Gemeinden mit mehr als 30.000 Einwohnern (soweit nicht in A 16)
- berufsmäßige Gemeinderatsmitglieder
  - in kreisfreien Gemeinden oder Großen Kreisstädten von 50.001 bis zu 100.000 Einwohnern (soweit nicht in B 3)
  - in kreisfreien Gemeinden oder Großen Kreisstädten von 30.001 bis zu 50.000 Einwohnern (soweit nicht in A 16)

künftig wegfallend (kw):
- Kanzler der Universität Bayreuth
- Stadtdirektor
  - in einer Stadt mit bis zu 100.000 Einwohnern
- Vizepräsident
  - einer früheren Bezirksfinanzdirektion

#### Besoldungsgruppe B3
- Direktor bei der Anstalt für kommunale Datenverarbeitung in Bayern
- Direktor bei der Bayerischen Versicherungskammer/Bayerischen Versorgungskammer
- Direktor bei der Verwaltungsschule
- Direktor bei einem kommunalen Spitzenverband (Bayerischer Gemeindetag, Bayerischer Landkreistag, Bayerischer Städtetag, Verband der bayerischen Bezirke – Körperschaften des öffentlichen Rechts –)
- Direktor bei einem Regionalträger der Deutschen Rentenversicherung
- Direktor beim Landesbeauftragten für den Datenschutz
- Direktor beim Bayerischen Kommunalen Prüfungsverband
- Direktor des IT-Servicezentrums der bayerischen Justiz
- Direktor der Akademie für Lehrerfortbildung und Personalführung
- Direktor der Landeszentrale für politische Bildungsarbeit
- Direktor des Hauses der Bayerischen Geschichte
- Direktor des Landesamts für Maß und Gewicht
- Direktor des Staatsinstituts für Schulqualität und Bildungsforschung
- Direktor des Zentralinstituts für Kunstgeschichte
- Erster Direktor eines Regionalträgers der Deutschen Rentenversicherung
- Generalsekretär der Akademie der Wissenschaften
- Geschäftsleiter des Krankenhauszweckverbands Augsburg
- Kanzler
  - als hauptamtliches Mitglied der Hochschulleitung
- Leitender Ministerialrat
- Leitender Ministerialrat
  - als Prüfungsgebietsleiter beim Bayerischen Obersten Rechnungshof
- Leitender Oberstudiendirektor
  - als Ministerialbeauftragter für Gymnasien oder berufliche Schulen
- Leiter der Landesbaudirektion bei der Autobahndirektion Nordbayern
  - als Stellvertreter des Präsidenten der Autobahndirektion Nordbayern
- Ministerialrat
- Oberbranddirektor
- Oberlandesanwalt
- Oberpflegamtsdirektor der Stiftung Juliusspital Würzburg
- Polizeivizepräsident
  - des Landeskriminalamts oder des Polizeipräsidiums Mittelfranken oder des Polizeipräsidiums München
- Präsident der Autobahndirektion Südbayern
- Präsident der Bayerischen Landesanstalt für Wald und Forstwirtschaft
- Präsident der Fachhochschule für öffentliche Verwaltung und Rechtspflege
- Präsident der Bayerischen Landesanstalt für Weinbau und Gartenbau
- Präsident der Staatlichen Führungsakademie für Ernährung, Landwirtschaft und Forsten
- Präsident des Landesamts für Datenschutzaufsicht
- Regierungsvizepräsident
  - als Stellvertreter eines in der Besoldungsgruppe B 7 eingestuften Regierungspräsidenten
- Stadtdirektor,
- Stellvertretender Hauptgeschäftsführer bei den Handwerkskammern für Niederbayern-Oberpfalz, Oberbayern
- Vizepräsident der Bayerischen Landesanstalt für Landwirtschaft
- Vizepräsident der Lotterieverwaltung
- Vizepräsident des Landesamts für Finanzen
- Vizepräsident des Landesamts für Gesundheit und Lebensmittelsicherheit
- Vizepräsident des Landesamts für Statistik und Datenverarbeitung
- Vizepräsident des Landesamts für Umwelt
- Vizepräsident des Landesamts für Verfassungsschutz
- Vizepräsident des Landesamts für Digitalisierung, Breitband und Vermessung
- Vizepräsident des Zentrums Bayern Familie und Soziales

Kommunale Wahlbeamte auf Zeit:
- Oberbürgermeister
  - einer kreisfreien Gemeinde oder Großen Kreisstadt bis zu 30.000 Einwohnern (soweit nicht in B 4)
- erste Bürgermeister
  - einer kreisangehörigen Gemeinde mit mehr als 30.000 Einwohnern (soweit nicht in B 4)
  - einer kreisangehörigen Gemeinde von 15.001 bis zu 30.000 Einwohnern (soweit nicht in B 2)
- weitere Bürgermeister
  - in kreisfreien Gemeinden oder Großen Kreisstädten von 30.001 bis zu 50.000 Einwohnern (soweit nicht in B 4)
- berufsmäßige Gemeinderatsmitglieder
  - in kreisfreien Gemeinden oder Großen Kreisstädten von 100.001 bis zu 200.000 Einwohnern (soweit nicht in B 4)
  - in kreisfreien Gemeinden oder Großen Kreisstädten von 50.001 bis zu 100.000 Einwohnern (soweit nicht in B 2)

künftig wegfallend (kw):
- Direktor des Planungsverbands äußerer Wirtschaftsraum München
- Präsident
  - als Leiter oder Leiterin einer früheren Bezirksfinanzdirektion
- Präsident einer Autobahndirektion
- Präsident einer Direktion für Ländliche Entwicklung
- Stadtdirektor
  - in einer Stadt mit bis zu 500.000 Einwohnern

#### Besoldungsgruppe B4
- CIO-Stabsstellenleiter in einer obersten Dienstbehörde
- Direktor bei der Bayerischen Versicherungskammer/Bayerischen Versorgungskammer
- Direktor bei einem kommunalen Spitzenverband (Bayerischer Gemeindetag, Bayerischer Landkreistag, Bayerischer Städtetag, Verband der bayerischen Bezirke – Körperschaften des öffentlichen Rechts –)
- Direktor bei einem Regionalträger der Deutschen Rentenversicherung
- Erster Direktor eines Regionalträgers der Deutschen Rentenversicherung
- Generaldirektor der Staatlichen Archive
- Generaldirektor der Staatsbibliothek
- Generaldirektor der Bayerischen Staatsgemäldesammlungen
- Generaldirektor des Deutschen Museums München
- Generaldirektor des Germanischen Nationalmuseums Nürnberg
- Generaldirektor des Bayerischen Nationalmuseums
- Generalkonservator des Landesamts für Denkmalpflege
- Kanzler
  - als hauptamtliches Mitglied der Hochschulleitung
- Leitender Ministerialrat
- Leitender Ministerialrat,
  - als Prüfungsgebietsleiter beim Bayerischen Obersten Rechnungshof
- Oberbranddirektor der Landeshauptstadt München
- Polizeipräsident
  - der Bereitschaftspolizei oder der Polizeipräsidien Niederbayern, Oberbayern Nord, Oberbayern Süd, Oberfranken, Oberpfalz, Schwaben Nord, Schwaben Süd/West, Unterfranken
- Präsident der Autobahndirektion Nordbayern
- Präsident der Monumenta Germaniae Historica
- Präsident der Verwaltung der staatlichen Schlösser, Gärten und Seen
- Regierungsvizepräsident
- Stadtdirektor der Landeshauptstadt München
- Stellvertretender Hauptgeschäftsführer bei der Handwerkskammer für Oberbayern
- Vizepräsident beim Landesamt für Steuern

Kommunale Wahlbeamte auf Zeit:
- Oberbürgermeister
  - einer kreisfreien Gemeinde oder Großen Kreisstadt bis zu 30.000 Einwohnern (soweit nicht in B 3)
- erste Bürgermeister
  - einer kreisangehörigen Gemeinde mit mehr als 30.000 Einwohnern (soweit nicht in B 3)
- weitere Bürgermeister
  - in kreisfreien Gemeinden oder Großen Kreisstädten von 50.001 bis zu 100.000 Einwohnern (soweit nicht in B 5)
  - in kreisfreien Gemeinden oder Großen Kreisstädten von 30.001 bis zu 50.000 Einwohnern (soweit nicht in B 3)
- berufsmäßige Gemeinderatsmitglieder
  - in Augsburg (soweit nicht in B 5)
  - in kreisfreien Gemeinden oder Großen Kreisstädten von 100.001 bis zu 20.0000 Einwohnern (soweit nicht in B 3)
- Landräte
  - eines Landkreises bis zu 75.000 Einwohnern (soweit nicht in B 5)

künftig wegfallend (kw):
- Geschäftsführender Direktor der Landesgewerbeanstalt Bayern

#### Besoldungsgruppe B5
- Direktor bei einem Regionalträger der Deutschen Rentenversicherung
- Erster Direktor eines Regionalträgers der Deutschen Rentenversicherung
- Geschäftsführender Direktor der Anstalt für Kommunale Datenverarbeitung in Bayern
- Hauptgeschäftsführer der Handwerkskammern Mittelfranken, Oberfranken, Schwaben, Unterfranken
- Kanzler
  - als hauptamtliches Mitglied der Hochschulleitung
- Ministerialdirigent
- Polizeipräsident
  - des Polizeipräsidiums Mittelfranken

Kommunale Wahlbeamte auf Zeit:
- Oberbürgermeister
  - einer kreisfreien Gemeinde oder Großen Kreisstadt von 30.001 bis zu 50.000 Einwohnern (soweit nicht in B 6)
- weitere Bürgermeister
  - in kreisfreien Gemeinden oder Großen Kreisstädten von 100.001 bis zu 200.000 Einwohnern (soweit nicht in B 6)
  - in kreisfreien Gemeinden oder Großen Kreisstädten von 50.001 bis zu 100.000 Einwohnern (soweit nicht in B 4)
- berufsmäßige Gemeinderatsmitglieder
  - in Nürnberg (soweit nicht in B 6)
  - in Augsburg (soweit nicht in B 4)
- Landräte
  - eines Landkreises von 75.001 bis zu 150.000 Einwohnern (soweit nicht in B 6)
  - eines Landkreises bis zu 75.000 Einwohnern (soweit nicht in B 4)

künftig wegfallend (kw):
- Präsident
  - als Leiter einer früheren Bezirksfinanzdirektion
- Stadtdirektor
  - der Landeshauptstadt München

#### Besoldungsgruppe B6
- Erster Direktor eines Regionalträgers der Deutschen Rentenversicherung
- Generallandesanwalt
- Generalsekretär des Landespersonalausschusses
- Geschäftsführender Direktor des Bayerischen Kommunalen Prüfungsverbands
- Geschäftsführendes Vorstandsmitglied, Geschäftsführendes Präsidialmitglied eines kommunalen Spitzenverbands (Bayerischer Gemeindetag, Bayerischer Landkreistag, Bayerischer Städtetag, Verband der bayerischen Bezirke – Körperschaften des öffentlichen Rechts –)
- Hauptgeschäftsführer der Handwerkskammer Niederbayern-Oberpfalz
- Ministerialdirigent
  - auch als Landesbeauftragter für den Datenschutz oder als Abteilungsleiter beim Bayerischen Obersten Rechnungshof
- Polizeipräsident
  - des Landeskriminalamts oder des Polizeipräsidiums München
- Präsident der Bayerischen Landesanstalt für Landwirtschaft
- Präsident der Lotterieverwaltung
- Präsident des Landesamts für Finanzen
- Präsident des Landesamts für Gesundheit und Lebensmittelsicherheit
- Präsident des Landesamts für Statistik
- Präsident des Landesamts für Umwelt
- Präsident des Landesamts für Verfassungsschutz
- Präsident des Landesamts für Digitalisierung, Breitband und Vermessung
- Präsident des Zentrums Bayern Familie und Soziales

Kommunale Wahlbeamte auf Zeit:
- Oberbürgermeister
  - einer kreisfreien Gemeinde oder Großen Kreisstadt von 50.001 bis zu 100.000 Einwohnern (soweit nicht in B 7)
  - einer kreisfreien Gemeinde oder Großen Kreisstadt von 30.001 bis zu 50.000 Einwohnern (soweit nicht in B 5)
- weitere Bürgermeister
  - in Augsburg (soweit nicht in B 7)
  - in kreisfreien Gemeinden oder Großen Kreisstädten von 100.001 bis zu 200.000 Einwohnern (soweit nicht in B 5)
- berufsmäßige Gemeinderatsmitglieder
  - in München (soweit nicht in B 7)
  - in Nürnberg (soweit nicht in B 5)
- Landrat
  - eines Landkreises mit mehr als 150.000 Einwohnern (soweit nicht in B 7)
  - eines Landkreises von 75.001 bis zu 150.000 Einwohnern (soweit nicht in B 5)

#### Besoldungsgruppe B7
- Geschäftsführendes Vorstandsmitglied, Geschäftsführendes Präsidialmitglied eines kommunalen Spitzenverbands (Bayerischer Gemeindetag, Bayerischer Landkreistag, Bayerischer Städtetag, Verband der bayerischen Bezirke – Körperschaften des öffentlichen Rechts –)
- Hauptgeschäftsführer der Handwerkskammer für Oberbayern
- Ministerialdirigent
- Präsident des Landesamts für Steuern
- Regierungspräsident
- Vizepräsident des Bayerischen Obersten Rechnungshofs

Kommunale Wahlbeamte auf Zeit:
- Oberbürgermeister
  - einer kreisfreien Gemeinde oder Großen Kreisstadt von 100.001 bis zu 200.000 Einwohnern (soweit nicht in B 8)
  - einer kreisfreien Gemeinde oder Großen Kreisstadt von 50.001 bis zu 100.000 Einwohnern (soweit nicht in B 6)
- weitere Bürgermeister
  - in Nürnberg (soweit nicht in B 8)
  - in Augsburg (soweit nicht in B 6)
- berufsmäßige Gemeinderatsmitglieder
  - in München (soweit nicht in B 6)
- Landräte
  - eines Landkreises mit mehr als 150.000 Einwohnern (soweit nicht in B 6)

künftig wegfallend (kw):
- Ministerialdirigent
  - als Direktor des Senatsamts
- Präsident, Rektor der Universität Würzburg

#### Besoldungsgruppe B8
- Geschäftsführendes Vorstandsmitglied, Geschäftsführendes Präsidialmitglied eines kommunalen Spitzenverbands (Bayerischer Gemeindetag, Bayerischer Landkreistag, Bayerischer Städtetag, Verband der bayerischen Bezirke – Körperschaften des öffentlichen Rechts –)
- Landespolizeipräsident
- Regierungspräsident von Oberbayern

Kommunale Wahlbeamte auf Zeit:
- Oberbürgermeister
  - einer kreisfreien Gemeinde oder Großen Kreisstadt von 100.001 bis zu 200.000 Einwohnern (soweit nicht in B 7)
- weitere Bürgermeister
  - in München (soweit nicht in B 9)
  - in Nürnberg (soweit nicht in B 7)

#### Besoldungsgruppe B9
- Ministerialdirektor
- Präsident des Bayerischen Obersten Rechnungshofs

Kommunale Wahlbeamte auf Zeit:
- Oberbürgermeister der Stadt Augsburg
- weitere Bürgermeister
  - in München (soweit nicht in B 8)

#### Besoldungsgruppe B10
- Staatsrat
  - als Amtschef der Staatskanzlei

Kommunale Wahlbeamte auf Zeit:
- Oberbürgermeister der Stadt Nürnberg

#### Besoldungsgruppe B11
Kommunale Wahlbeamte auf Zeit:
- Oberbürgermeister der Stadt München

### Berlin
Festgelegt für die Landesbeamten in der Anlage 1 – Landesbesoldungsordnungen A und B – des Landesbesoldungsgesetzes (LBesG) vom 9. April 1996.

#### Besoldungsgruppe B1
nicht besetzt

#### Besoldungsgruppe B2
- Direktorin oder Direktor der Stiftung Lette-Verein
- Direktorin oder Direktor der Stiftung Pestalozzi-Fröbel-Haus
- Direktor beim Berliner Betrieb für Zentrale Gesundheitliche Aufgaben
  - als Leiter des Geschäftsbereichs Institut für Lebensmittel, Arzneimittel und Tierseuchen
  - als Leiter des Geschäftsbereichs Institut für Tropenmedizin
- Direktorin oder Direktor bei der Polizei Berlin
  - als Leitung einer Direktion 2
  - als Leitung des Stabes der Landespolizeidirektion
  - als ständige Vertretung der Leitung des Landeskriminalamts
- Direktorin oder Direktor der Berliner Forsten
- Direktor der Berlinischen Galerie und Professor
- Direktor der Unfallkasse Berlin
- Direktor des Landesamts für Arbeitsschutz, Gesundheitsschutz und technische Sicherheit Berlin
- Direktor des Landesarchivs
- Kanzler
  - der Universität der Künste Berlin
  - der Hochschule für Technik und Wirtschaft Berlin
  - der Beuth-Hochschule für Technik Berlin
- Landeskonservator und Direktor des Landesdenkmalamts Berlin
- Leitender Oberschulrat
  - als Leiter eines bedeutenden Referats bei dem für das Schulwesen zuständigen Senatsmitglied 1
- Präsident des Landesamts zur Regelung offener Vermögensfragen

#### Besoldungsgruppe B3
- Direktor der Verwaltungsakademie Berlin
- Direktor des Deutschen Technikmuseums Berlin und Professor
- Direktor des Landeskriminalamts
- Direktorin oder Direktor des Landesamts für Bürger- und Ordnungsangelegenheiten
- Direktorin oder Direktor des Landesinstituts für gerichtliche und soziale Medizin
- Direktor des Landesverwaltungsamts
- Erster Direktor bei der Polizei Berlin
  - als Leitung der Landespolizeidirektion
  - als Leitung des Stabs des Polizeipräsidiums
- Generaldirektor der Zentral- und Landesbibliothek Berlin
- Generaldirektor des Stadtmuseums Berlin und Professor
- Geschäftsführer der Handwerkskammer
- Leitender Branddirektor
  - als Vertreter des Landesbranddirektors
- Leitender Oberschulrat
  - als der ständige Vertreter eines Abteilungsleiters bei dem für das Schulwesen zuständigen Senatsmitglied
  - als Leiter einer Abteilung beim Sekretariat der Ständigen Konferenz der Kultusminister
- Direktorin oder Direktor des Landesamtes für Einwanderung
- Vizepräsidentin oder Vizepräsident des Deutschen Instituts für Bautechnik

#### Besoldungsgruppe B4
- Bezirksstadtrat
- Direktor bei dem Rechnungshof
  - als Prüfungsgebietsleiter
- Leitender Oberschulrat
  - als Leiter einer Abteilung bei dem für das Schulwesen zuständigen Senatsmitglied
- Leitender Senatsrat
  - als Leiter einer Abteilung bei dem für Justiz zuständigen Senatsmitglied und Präsident des Justizprüfungsamtes
- Präsident des Landesamtes für Gesundheit und Soziales *
- Präsidentin oder Präsident des Landesamtes für Flüchtlingsangelegenheiten

#### Besoldungsgruppe B5
- Bezirksstadtrat
  - als Stellvertreter des Bezirksbürgermeisters
- Generaldirektor des Deutschen Historischen Museums und Professor
- Kanzler
  - der Freien Universität Berlin
  - der Humboldt-Universität zu Berlin
  - der Technischen Universität Berlin
- Landesbranddirektor
- Leitender Oberschulrat
  - als Leiter einer bedeutenden Abteilung bei dem für das Schulwesen zuständigen Senatsmitglied
- Polizeivizepräsident
- Präsident des Deutschen Instituts für Bautechnik
- Senatsbaudirektor
- Vizepräsident des Rechnungshofs

#### Besoldungsgruppe B6
- Bezirksbürgermeister
- Direktor bei dem Abgeordnetenhaus
- Hauptgeschäftsführer der Handwerkskammer

#### Besoldungsgruppe B7
- Polizeipräsident
- Staatssekretär 1

#### Besoldungsgruppe B8
- Präsident des Rechnungshofs

#### Besoldungsgruppe B9
- Ministerialdirektor
  - als Generalsekretär der Ständigen Konferenz der Kultusminister

#### Besoldungsgruppe B10
nicht besetzt

#### Besoldungsgruppe B11
nicht besetzt

### Brandenburg
Festgelegt für die Landesbeamten in der Anlage 1 Brandenburgische Besoldungsordnungen A und B (BbgBesO A und B) des Brandenburgischen Besoldungsgesetzes (BbgBesG) in der Fassung der Bekanntmachung vom 25. Juni 2019 und für die hauptamtlichen Wahlbeamten auf Zeit in der Verordnung über die Besoldung und Dienstaufwandsentschädigung der hauptamtlichen Wahlbeamtinnen und Wahlbeamten auf Zeit der Gemeinden und Gemeindeverbände im Land Brandenburg (Brandenburgische Kommunalbesoldungsverordnung - BbgKomBesV) vom 2. Februar 2018.

#### Besoldungsgruppe B1
Nicht besetzt.

#### Besoldungsgruppe B2
- Abteilungsdirektor oder Abteilungspräsident
  - als Leiter einer großen und bedeutenden Abteilung bei einer Landesoberbehörde
  - bei einer sonstigen Dienststelle oder Einrichtung, wenn deren Leiter mindestens in Besoldungsgruppe B 5 eingestuft ist
- Abteilungsdirektor des Landesbetriebes Forst Brandenburg
  - als der ständige Vertreter des Direktors
- Direktor beim Landesbetrieb Straßenwesen
- Direktor beim Polizeipräsidium 1
- Direktor der Fachhochschule für Finanzen
- Direktor der Generalverwaltung der Stiftung Preußische Schlösser und Gärten Berlin-Brandenburg
  - als der ständige Vertreter des Generaldirektors
- Direktor der Zentralen Ausländerbehörde
- Direktor der Zentralen Bezügestelle des Landes Brandenburg
- Direktor des Brandenburgischen IT-Dienstleisters
- Direktor des Brandenburgischen Landesamtes für Denkmalpflege und Archäologischen Landesmuseums
- Direktor des Brandenburgischen Landesbetriebes für Liegenschaften und Bauen
  - als Leiter eines Bereichs 2
- Direktor des Kommunalen Versorgungsverbandes
- Direktor des Landesinstituts für Schule und Medien Berlin-Brandenburg
- Direktor des Zentralen IT-Dienstleisters der Justiz des Landes Brandenburg
- Kanzler der Brandenburgischen Technischen Universität Cottbus-Senftenberg 3
- Kanzler der Europa-Universität Frankfurt (Oder)
- Landeskriminaldirektor oder Landespolizeidirektor
  - als Referatsleiter für polizeiliche Einsatz- oder Kriminalitätsangelegenheiten im für Inneres zuständigen Ministerium 1
- Leitender Kriminaldirektor 1
- Leitender Oberschulrat
  - als Leiter eines bedeutenden Referates der obersten Schulaufsichtsbehörde
- Leitender Polizeidirektor 1
- Ministerialrat
  - bei einer obersten Landesbehörde 1
- Vizepräsident
  - als der ständige Vertreter eines in Besoldungsgruppe B 5 eingestuften Leiters einer Dienststelle oder sonstigen Einrichtung 4

Hauptamtliche Wahlbeamte auf Zeit 5 
- Hauptamtlicher Bürgermeister
  - in kreisangehörigen Gemeinden mit 15.001 bis 25.000 Einwohnern
- Erster Beigeordneter
  - in kreisangehörigen Gemeinden mit 40.001 bis 60.000 Einwohnern
  - in Landkreisen mit bis zu 75.000 Einwohnern
- Beigeordneter
  - in kreisangehörigen Gemeinden mit über 60.000 Einwohnern
  - in kreisfreien Städten mit bis zu 100.000 Einwohnern
  - in Landkreisen mit 75.001 bis 150.000 Einwohnern

#### Besoldungsgruppe B3
- Beauftragter des Landes Brandenburg zur Aufarbeitung der Folgen der kommunistischen Diktatur
- Direktor bei der Deutschen Rentenversicherung Berlin-Brandenburg
  - als stellvertretender Geschäftsführer oder Mitglied der Geschäftsführung, wenn der Erste Direktor in Besoldungsgruppe B 4 eingestuft ist
- Direktor des Brandenburgischen Landesbetriebes für Liegenschaften und Bauen
  - als technischer Geschäftsführer
- Direktor des Zentraldienstes der Polizei
- Kanzler der Universität Potsdam
- Ministerialrat
  - als Abteilungsleiter beim Landesrechnungshof
  - als Integrationsbeauftragter des Landes Brandenburg
- Polizeivizepräsident
- Präsident des Amtes für Statistik Berlin-Brandenburg
  - als Vorstand der Anstalt öffentlichen Rechts
- Präsident des Landesamtes für Arbeitsschutz, Verbraucherschutz und Gesundheit
- Präsident des Landesamtes für Bauen und Verkehr
- Präsident des Landesamtes für Bergbau, Geologie und Rohstoffe
- Präsident des Landesbetriebes für Landesvermessung und Geobasisinformation Brandenburg
- Vizepräsident
  - als der ständige Vertreter eines in Besoldungsgruppe B 6 oder B 7 eingestuften Leiters einer Dienststelle oder sonstigen Einrichtung 1

Hauptamtliche Wahlbeamte auf Zeit
- Hauptamtlicher Bürgermeister
  - in kreisangehörigen Gemeinden mit 25.001 bis 40.000 Einwohnern
- Erster Beigeordneter
  - in kreisangehörigen Gemeinden mit über 60.000 Einwohnern
  - in kreisfreien Städten mit bis zu 100.000 Einwohnern
  - in Landkreisen mit 75.001 bis 150.000 Einwohnern
- Beigeordneter
  - in kreisfreien Städten mit 100.001 bis 150.000 Einwohnern
  - in Landkreisen mit 150.001 bis 225.000 Einwohnern

#### Besoldungsgruppe B4
- Direktor bei der Deutschen Rentenversicherung Berlin-Brandenburg
  - als stellvertretender Geschäftsführer oder Mitglied der Geschäftsführung, wenn der Erste Direktor in Besoldungsgruppe B 5 eingestuft ist
- Direktor des Landesbetriebes Forst Brandenburg
- Erster Direktor des Brandenburgischen IT-Dienstleisters
- Erster Direktor des Brandenburgischen Landesbetriebes für Liegenschaften und Bauen
  - als kaufmännischer Geschäftsführer
- Erster Direktor der Deutschen Rentenversicherung Berlin-Brandenburg
  - als Geschäftsführer oder Vorsitzender der Geschäftsführung bei mehr als 900 000 und höchstens 2,3 Millionen Versicherten und laufenden Rentenfällen
- Generaldirektor und Professor der Stiftung Preußische Schlösser und Gärten Berlin-Brandenburg
- Leitender Ministerialrat als Beauftragter für den Sport
- Präsident des Landesamtes für Ländliche Entwicklung, Landwirtschaft und Flurneuordnung
- Präsident des Landesamtes für Soziales und Versorgung
- Präsident des Landesamtes für Umwelt
- Präsident des Landesbetriebs Straßenwesen

Hauptamtliche Wahlbeamte auf Zeit
- Hauptamtlicher Bürgermeister
  - in kreisangehörigen Gemeinden mit 40.001 bis 60.000 Einwohnern
- Landrat
  - in Landkreisen mit bis zu 75.000 Einwohnern
- Erster Beigeordneter
  - in kreisfreien Städten mit 100.001 bis 150.000 Einwohnern
  - in Landkreisen mit 150.001 bis 225.000 Einwohnern
- Beigeordneter
  - in kreisfreien Städten mit über 150.000 Einwohnern
  - in Landkreisen mit über 225.000 Einwohnern

#### Besoldungsgruppe B5
- Erster Direktor der Deutschen Rentenversicherung Berlin-Brandenburg
  - als Geschäftsführer oder Vorsitzender der Geschäftsführung bei mehr als 2,3 Millionen und höchstens 3,7 Millionen Versicherten und laufenden Rentenfällen
- Direktor beim Landesrechnungshof - mit mindestens zwei Prüfungsgebieten
- Ministerialdirigent
  - als Leiter einer Abteilung bei einer obersten Landesbehörde
- Polizeipräsident

Hauptamtliche Wahlbeamte auf Zeit
- Hauptamtlicher Bürgermeister
  - in kreisangehörigen Gemeinden mit über 60.000 Einwohnern
- Oberbürgermeister
  - in kreisfreien Städten mit bis zu 100.000 Einwohnern
- Landrat
  - in Landkreisen mit 75.001 bis 150.000 Einwohnern
- Erster Beigeordneter
  - in kreisfreien Städten mit über 150.000 Einwohnern
  - in Landkreisen mit über 225.000 Einwohnern

#### Besoldungsgruppe B6
- Vizepräsident des Landesrechnungshofes

Hauptamtliche Wahlbeamte auf Zeit
- Oberbürgermeister
  - in kreisfreien Städten mit 100.001 bis 150.000 Einwohnern
- Landrat
  - in Landkreisen mit 150.001 bis 225.000 Einwohnern

#### Besoldungsgruppe B7
Hauptamtliche Wahlbeamte auf Zeit
- Oberbürgermeister
  - in kreisfreien Städten mit über 150.000 Einwohnern
- Landrat
  - in Landkreisen mit über 225.000 Einwohnern

#### Besoldungsgruppe B8
Direktor des Landtages

#### Besoldungsgruppe B9
- Präsident des Landesrechnungshofes
- Staatssekretär

#### Besoldungsgruppe B10
Chef der Staatskanzlei und Staatssekretär

### Bremen
Festgelegt in der Anlage I Besoldungsordnungen A und B zum Gesetz über die Besoldung der bremischen Beamtinnen und Beamten sowie Richterinnen und Richter (Bremisches Besoldungsgesetz - BremBesG)

#### Besoldungsgruppe B1
Keine Ämter

#### Besoldungsgruppe B2
- Direktor der Staats- und Universitätsbibliothek
- Landesbehindertenbeauftragter
- Leitender Branddirektor
  - als Leiter der Feuerwehr Bremen
- Leitender Direktor 1
- Leitender Kriminaldirektor
  - bei der Polizei Bremen
- Leitender Medizinaldirektor 4
  - als Leiter des Gesundheitsamtes Bremen
- Leitender Polizeidirektor
  - bei der Polizei Bremen
- Rektor der Hochschule Bremerhaven 2
- Rektor der Hochschule für Künste 2
- Rektor der Hochschule für Öffentliche Verwaltung 2
- Leitender Regierungsdirektor 1
- Senatsrat  1 3
  - bei einer obersten Landesbehörde

#### Besoldungsgruppe B3
- Direktor beim Rechnungshof
- Direktor der Ortspolizeibehörde Bremerhaven
- Kanzler der Universität 1
- Landesbeauftragter für die Verwirklichung der Gleichberechtigung der Frau
- Leitender Direktor 2
- Leitender Medizinaldirektor 4
  - als Leiter des Gesundheitsamtes Bremen
- Leitender Polizeidirektor
  - als Polizeivizepräsident der Polizei Bremen
- Leitender Regierungsdirektor 2
- Rektor der Hochschule Bremen 1
- Senatsrat 2 3
  - bei einer obersten Landesbehörde

#### Besoldungsgruppe B4
- Magistratsdirektor
  - bei der Stadtgemeinde Bremerhaven
- Senatsdirektor
  - bei einer obersten Landesbehörde als Leiter einer besonders bedeutenden Abteilung 1
- Vizepräsident des Rechnungshofes

#### Besoldungsgruppe B5
- Direktor bei der Bürgerschaft
- Landesschulrat
- Polizeipräsident
- Rektor der Universität 1
- Senatsdirektor 2
  - bei einer obersten Landesbehörde als Leiter einer besonders bedeutenden Abteilung
- Sprecher des Senats

#### Besoldungsgruppe B6
- Hauptamtlicher Stadtrat
  - bei der Stadtgemeinde Bremerhaven
- Rektor der Universität 1

#### Besoldungsgruppe B7
- Bürgermeister
  - bei der Stadtgemeinde Bremerhaven
- Präsident des Rechnungshofes
- Staatsrat 1 2

#### Besoldungsgruppe B8
- Oberbürgermeister
  - bei der Stadtgemeinde Bremerhaven
- Staatsrat 1

#### Besoldungsgruppe B9 bis B11
Keine Ämter

### Hamburg
Festgelegt in der Anlage II Besoldungsordnung B des Hamburgischen Besoldungsgesetzes (HmbBesG)

#### Besoldungsgruppe B2
- Leitender Baudirektor
- Leitender Kriminaldirektor (soweit nicht in A 16, B 3)
- Leitender Medizinaldirektor (soweit nicht in B 3)
- Leitender Oberschulrat (soweit nicht in B 3)
- Leitender Polizeidirektor (soweit nicht in B 3)
- Leitender Regierungsdirektor
  - bei einem Senatsamt oder einer Fachbehörde (soweit nicht in A 16, B 3)
  - als ständige Vertretung eines Bezirksamtsleiters
- Professor und Direktor der Staats- und Universitätsbibliothek

Körperschaftsbeamte:
- Leitender Ärztlicher Direktor, Landesvertrauensarzt

#### Besoldungsgruppe B3
- Direktor
  - des Amts für Arbeitsschutz
  - des Sportamts
  - des Staatsarchivs
- Erster Baudirektor (soweit nicht in B 4 oder B 6)
- Leitender Branddirektor (soweit nicht in A 16)
- Leitender Kriminaldirektor (soweit nicht in A 16, B 2)
- Leitender Medizinaldirektor
- Leitender Oberschulrat
- Leitender Polizeidirektor
- Leitender Regierungsdirektor
  - bei einem Senatsamt oder einer Fachbehörde (soweit nicht in A 16, B 2)
  - als ständige Vertretung eines Senatsdirektors der Besoldungsgruppe B 6
- Leitender Veterinärdirektor

Körperschaftsbeamte:
- Direktor bei dem Statistischen Amt für Hamburg und Schleswig-Holstein
  - als Mitglied des Vorstands (soweit nicht in B 4)
- Direktor bei der Hamburg Port Authority (soweit nicht in B 4 oder B 6)
- Erster Baudirektor bei der Hamburg Port Authority (soweit nicht in B 4)

#### Besoldungsgruppe B4
- Bezirksamtsleiter
- Direktor bei dem Rechnungshof
- Erster Baudirektor (soweit nicht in B 3 oder B 6)
- Hamburgischer Beauftragter für Datenschutz und Informationsfreiheit
- Oberbranddirektor
- Polizeivizepräsident
- Senatsdirektor bei einem Senatsamt oder einer Fachbehörde
  - als Leiter einer bedeutenden Abteilung, die einer in Besoldungsgruppe B 7 eingestuften Leitungskraft eines Amtes unmittelbar unterstellt ist
  - als Leiter eines bedeutenden Amtes
  - als ständige Vertretung eines Senatsdirektors der Besoldungsgruppe B 7

Körperschaftsbeamte:
- Direktor bei dem Statistischen Amt für Hamburg und Schleswig-Holstein
  - als Mitglied des Vorstands
- Direktor bei der Hamburg Port Authority (soweit nicht in B 3 oder B 6)
- Erster Baudirektor bei der Hamburg Port Authority

#### Besoldungsgruppe B5
- Senatsdirektor
  - bei einem Senatsamt oder einer Fachbehörde als Leiter eines großen und bedeutenden Amtes

#### Besoldungsgruppe B6
- Direktor bei der Bürgerschaft
- Erster Baudirektor (soweit nicht in B 3 oder B 4)
- Landesschulrat
- Polizeipräsident
- Vizepräsident des Rechnungshofs
- Senatsdirektor
  - bei einem Senatsamt oder einer Fachbehörde als Leiter eines besonders bedeutenden Amtes (soweit nicht in B 7)

Körperschaftsbeamte:
- Direktor bei der Hamburg Port Authority
- Erster Baudirektor bei der Hamburg Port Authority (soweit nicht in B 3 oder B 4)

#### Besoldungsgruppe B7
- Senatsdirektor
  - bei einem Senatsamt oder einer Fachbehörde als Leiter eines besonders bedeutenden Amtes (soweit nicht in B 6)

Körperschaftsbeamte:
- Hafenbaudirektor

#### Besoldungsgruppe B8
Keine Ämter

#### Besoldungsgruppe B9
- Oberbaudirektor

#### Besoldungsgruppe B10
- Präsident des Rechnungshofs
- Staatsrat (Senatssyndicus gemäß Artikel 47 der Verfassung der Freien und Hansestadt Hamburg)

### Hessen
Quelle: Anlage I (Besoldungsordnungen A und B) des Hessischen Besoldungsgesetzes (HBesG) in der Fassung vom 27. Mai 2013

#### Besoldungsgruppe B2
- Abteilungsdirektor
  - als Leiter einer Abteilung des Landesschulamtes
  - als Leiter einer großen und bedeutenden Abteilung
    - bei einer Mittelbehörde des Landes
    - bei einer sonstigen Dienststelle oder Einrichtung, wenn deren Leiterin oder Leiter mindestens in Besoldungsgruppe B 5 eingestuft ist
    - als Vertreter der Leiterin oder des Leiters der Landeszentralabteilung bei der Oberfinanzdirektion Frankfurt am Main
    - bei dem Polizeipräsidium Frankfurt am Main
- Abteilungsdirektor
  - als Leiter einer Abteilung des Landesschulamtes
  - als Leiter einer großen und bedeutenden Abteilung
    - bei einer Mittelbehörde des Landes
    - bei einer sonstigen Dienststelle oder Einrichtung, wenn deren Leiterin oder Leiter mindestens in Besoldungsgruppe B 5 eingestuft ist
    - als Vertreter der Leiterin oder des Leiters der Landeszentralabteilung bei der Oberfinanzdirektion Frankfurt am Main
    - bei dem Polizeipräsidium Frankfurt am Main
- Direktorin der Universitätsbibliothek Johann Christian Senckenberg
- Direktor der Universitätsbibliothek Johann Christian Senckenberg
- Direktorin an einer Verwaltungsfachhochschule
  - als Koordinatorin für ressortüberschreitende Aus- und Fortbildung
- Direktor an einer Verwaltungsfachhochschule
  - als Koordinator für ressortüberschreitende Aus- und Fortbildung
- Direktorin der TÜH Staatliche Technische Überwachung Hessen
- Direktor der TÜH Staatliche Technische Überwachung Hessen
- Direktorin der Hessischen Landesfeuerwehrschule
- Direktor der Hessischen Landesfeuerwehrschule
- Direktorin einer kommunalen Versorgungskasse
- Direktor einer kommunalen Versorgungskasse
- Landesbranddirektorin
- Landesbranddirektor
- Leitende Medizinaldirektorin
  - als Dezernentin und Landestuberkuloseärztin bei der Deutschen Rentenversicherung Hessen
  - als Leiterin des Ärztlichen Gutachtenprüfdienstes und zugleich Leiterin einer Ärztlichen Gutachtenprüfdienststelle bei der Deutschen Rentenversicherung Hessen
- Leitender Medizinaldirektor
  - als Dezernent und Landestuberkulosearzt bei der Deutschen Rentenversicherung Hessen
  - als Leiter des Ärztlichen Gutachtenprüfdienstes und zugleich Leiter einer Ärztlichen Gutachtenprüfdienststelle bei der Deutschen Rentenversicherung Hessen
- Ministerialrätin
  - bei einer obersten Landesbehörde
- Ministerialrat
  - bei einer obersten Landesbehörde
- Polizeivizepräsidentin des Polizeipräsidiums Südhessen
- Polizeivizepräsident des Polizeipräsidiums Südhessen
- Polizeivizepräsidentin des Polizeipräsidiums Westhessen
- Polizeivizepräsident des Polizeipräsidiums Westhessen
- Polizeivizepräsidentin des Polizeipräsidiums Südosthessen
- Polizeivizepräsident des Polizeipräsidiums Südosthessen
- Polizeivizepräsidentin des Polizeipräsidiums Mittelhessen
- Polizeivizepräsident des Polizeipräsidiums Mittelhessen
- Polizeivizepräsidentin des Polizeipräsidiums Nordhessen
- Polizeivizepräsident des Polizeipräsidiums Nordhessen
- Präsidentin der Polizeiakademie Hessen
- Präsident der Polizeiakademie Hessen
- Rektorin der Hessischen Hochschule für Polizei und Verwaltung
- Rektor der Hessischen Hochschule für Polizei und Verwaltung
- Vizepräsidentin des Hessischen Polizeipräsidiums für Technik
- Vizepräsident des Hessischen Polizeipräsidiums für Technik
- Vizepräsidentin des Hessischen Polizeipräsidiums Einsatz
- Vizepräsident des Hessischen Polizeipräsidium Einsatz

Hauptamtliche kommunale Wahlbeamte auf Zeit:
- Bürgermeister einer Gemeinde mit bis zu 15.000 Einwohnern
- Erster Beigeordneter einer Gemeinde mit bis zu 30.000 Einwohnern
- weitere Beigeordnete in Gemeinden mit bis zu 50.000 Einwohnern
- weitere Kreisbeigeordnete in Landkreisen mit bis zu 75.000 Einwohnern

Künftig wegfallende Ämter und Amtsbezeichnungen:
- Direktor des Hessischen Landesinstituts für Pädagogik
- Präsident der Fachhochschule Fulda
- Präsident
  - der Hochschule für Musik und darstellende Kunst Frankfurt am Main
  - der Hochschule für Gestaltung Offenbach am Main

#### Besoldungsgruppe B3
- Direktor der Branddirektion in Frankfurt am Main
- Direktor der Forschungsanstalt Geisenheim am Rhein
- Direktor der Hessischen Landeszentrale für politische Bildung
- Direktor der Museumslandschaft Hessen Kassel
- Direktor der Verwaltung der Staatlichen Schlösser und Gärten
- Finanzpräsident
  - als Leiter einer Abteilung bei der Oberfinanzdirektion Frankfurt am Main
- Leitender Baudirektor
  - als Leiter einer großen und bedeutenden Organisationseinheit bei einer Stadt mit mehr als 500.000 Einwohnern
- Leitender Magistratsdirektor
  - als Leiter einer großen und bedeutenden Organisationseinheit bei einer Stadt mit mehr als 500.000 Einwohnern
- Leitender Medizinaldirektor
  - als Dezernent und Landesvertrauensarzt bei der Landesversicherungsanstalt Hessen
  - als Leiter des Dezernats Medizinalwesen bei der Hauptverwaltung des Landeswohlfahrtsverbandes Hessen
  - als Leiter des Gesundheitsamtes einer Stadt mit mehr als 500.000 Einwohnern
- Präsident des Landesamtes für Denkmalpflege Hessen
- Landeskriminaldirektor
- Polizeipräsident des Polizeipräsidiums Osthessen
- Polizeivizepräsident des Polizeipräsidiums Frankfurt am Main
- Abteilungsdirektor
  - als Vertreter des Leiters des Landesbetriebes Hessen-Forst
- Vizepräsident des Hessischen Landesamtes für Straßen- und Verkehrswesen

Hauptamtliche kommunale Wahlbeamte auf Zeit:
- Bürgermeister einer Gemeinde mit bis zu 20.000 Einwohnern
- Erster Beigeordneter einer Gemeinde mit bis zu 50.000 Einwohnern
- weitere Beigeordnete in Gemeinden mit bis zu 75.000 Einwohnern
- Erster Kreisbeigeordneter eines Landkreises mit bis zu 75.000 Einwohnern
- weitere Kreisbeigeordnete in Landkreisen mit bis zu 150.000 Einwohnern

Künftig wegfallende Ämter und Amtsbezeichnungen:
- Kanzler
  - der Universität Kassel
  - der Technischen Universität Darmstadt
  - der Johann Wolfgang Goethe-Universität Frankfurt am Main
  - der Justus Liebig-Universität Gießen
  - der Philipps-Universität Marburg
- Präsident
  - der Fachhochschule Darmstadt
  - der Fachhochschule Frankfurt am Main
  - der Fachhochschule Gießen-Friedberg
  - der Fachhochschule Wiesbaden

#### Besoldungsgruppe B4
- Direktor der Hessischen Zentrale für Datenverarbeitung
- Präsident des Hessischen Statistischen Landesamtes
- Polizeipräsident
  - des Polizeipräsidiums Südhessen
  - des Polizeipräsidiums Westhessen
  - des Polizeipräsidiums Südosthessen
  - des Polizeipräsidiums Mittelhessen
  - des Polizeipräsidiums Nordhessen
- Präsident des Hessischen Polizeipräsidium Einsatz
- Präsident des Hessischen Polizeipräsidiums für Technik
- Landespolizeivizepräsident
- Inspekteur der Hessischen Polizei

Hauptamtliche kommunale Wahlbeamte auf Zeit:
- Bürgermeister einer Gemeinde mit bis zu 30.000 Einwohnern
- Bürgermeister als Erster Beigeordneter einer Gemeinde mit bis zu 75.000 Einwohnern
- weitere Beigeordnete in Gemeinden mit bis zu 100.000 Einwohnern
- Erster Kreisbeigeordneter eines Landkreises mit bis zu 150.000 Einwohnern
- weitere Kreisbeigeordnete in Landkreisen mit bis zu 300.000 Einwohnern

#### Besoldungsgruppe B5
- Direktor beim Hessischen Rechnungshof
  - als Abteilungsleiter
- Präsident des Landesamtes für Verfassungsschutz Hessen
- Präsident des Hessischen Landesamtes für Umwelt und Geologie
- Präsident des Hessischen Landeskriminalamtes
- Präsident des Hessischen Landesamtes für Bodenmanagement und Geoinformation
- Polizeipräsident des Polizeipräsidiums Frankfurt am Main
- Direktor des Hessischen Landeslabors
- Direktor des Landesbetriebes Landwirtschaft Hessen

Hauptamtliche kommunale Wahlbeamte auf Zeit:
- Bürgermeister (Oberbürgermeister) einer Gemeinde mit bis zu 50.000 Einwohnern
- Bürgermeister als Erster Beigeordneter einer Gemeinde mit bis zu 100.000 Einwohnern
- weitere Beigeordnete in Gemeinden mit bis zu 175.000 Einwohnern
- Landrat eines Landkreises mit bis zu 75.000 Einwohnern
- Erster Kreisbeigeordneter eines Landkreises mit bis zu 300.000 Einwohnern
- weitere Kreisbeigeordnete in Landkreisen mit mehr als 300.000 Einwohnern
- weiterer Beigeordneter des Regionalverbandes FrankfurtRheinMain

Künftig wegfallend:
- Hauptgeschäftsführer einer Handwerkskammer (soweit nicht in der Besoldungsgruppe B 3 oder B 4)

#### Besoldungsgruppe B6
- Direktor des Hessischen Baumanagements
- Direktor des Hessischen Immobilienmanagements
- Landespolizeipräsident
- Leiter der Vertretung des Landes Hessen bei der Europäischen Union
- Präsident des Hessischen Landesamtes für Straßen- und Verkehrswesen

Hauptamtliche kommunale Wahlbeamte auf Zeit:
- Oberbürgermeister einer Gemeinde mit bis zu 75.000 Einwohnern
- Bürgermeister als Erster Beigeordneter einer Gemeinde mit bis zu 175.000 Einwohnern
- weitere Beigeordnete in Gemeinden mit bis zu 250.000 Einwohnern
- Landrat eines Landkreises mit bis zu 150.000 Einwohnern
- Erster Kreisbeigeordneter eines Landkreises mit mehr als 300.000 Einwohnern
- weitere Beigeordnete des Landeswohlfahrtsverbandes Hessen
- Erster Beigeordneter des Regionalverbandes FrankfurtRheinMain

#### Besoldungsgruppe B7
- Oberfinanzpräsident der Oberfinanzdirektion Frankfurt am Main
- Vizepräsident des Hessischen Rechnungshofes

Hauptamtliche kommunale Wahlbeamte auf Zeit:
- Oberbürgermeister einer Gemeinde mit bis zu 100.000 Einwohnern
- Bürgermeister als Erster Beigeordneter einer Gemeinde mit bis zu 250.000 Einwohnern
- weitere Beigeordnete in Gemeinden mit bis zu 500.000 Einwohnern
- Landrat eines Landkreises mit über 150.000 Einwohnern
- Erster Beigeordneter des Landeswohlfahrtsverbandes Hessen

Künftig wegfallende Ämter und Amtsbezeichnungen:
- Präsident
  - der Johann Wolfgang Goethe-Universität Frankfurt am Main
  - der Justus-Liebig-Universität Gießen
  - der Philipps-Universität Marburg
  - der Technischen Universität Darmstadt
  - der Universität Kassel

#### Besoldungsgruppe B8
- Direktor beim Hessischen Landtag

Hauptamtliche kommunale Wahlbeamte auf Zeit:
- Oberbürgermeister einer Gemeinde mit bis zu 175.000 Einwohnern
- Bürgermeister als Erster Beigeordneter einer Gemeinde mit bis zu 500.000 Einwohnern
- weitere Beigeordnete in Gemeinden mit über 500.000 Einwohnern
- Landesdirektor des Landeswohlfahrtsverbandes Hessen
- Verbandsdirektors des Regionalverbandes FrankfurtRheinMain

#### Besoldungsgruppe B9
- Präsident des Hessischen Rechnungshofes
- Staatssekretär

Hauptamtliche kommunale Wahlbeamte auf Zeit:
- Oberbürgermeister einer Gemeinde mit bis zu 250.000 Einwohnern
- Bürgermeister als Erster Beigeordneter einer Gemeinde mit über 500.000 Einwohnern

#### Besoldungsgruppe B10
- Staatssekretär als Chef der Staatskanzlei

Hauptamtliche kommunale Wahlbeamte auf Zeit:
- Oberbürgermeister einer Gemeinde mit bis zu 500.000 Einwohnern

#### Besoldungsgruppe B11
Hauptamtliche kommunale Wahlbeamte auf Zeit:
- Oberbürgermeister einer Gemeinde mit über 500.000 Einwohnern

### Mecklenburg-Vorpommern
Festgelegt in der Anlage I Landesbesoldungsordnungen A und B des Besoldungsgesetzes für das Land Mecklenburg-Vorpommern (Landesbesoldungsgesetz – LBesG M–V) in der Fassung vom 5. September 2001

#### Besoldungsgruppe B2
- Direktor der Fachhochschule für öffentliche Verwaltung und Rechtspflege
- Direktor des Landesamtes für Straßenbau und Verkehr
- Direktor des Landesamtes für zentrale Aufgaben und Technik der Polizei, Brand- und Katastrophenschutz
- Direktor des Landesbesoldungsamtes
- Direktor des Instituts für Qualitätsentwicklung
- Direktor des Staatlichen Museums Schwerin
- Kanzler einer Universität
  - mit einer Messzahl von mehr als 2.000 bis 5.000
- Landesschulrat

Hauptamtliche Wahlbeamte auf Zeit:
- Bürgermeister in Gemeinden mit 15.001 bis zu 20.000 Einwohnern
- Beigeordneter (Senator)
  - als zweiter Stellvertreter des Oberbürgermeisters in Gemeinden mit 40.001 bis zu 70.000 Einwohnern
  - ohne Stellverfunktion in Gemeinden mit 70.001 bis zu 150.000 Einwohnern
- Beigeordneter
  - als zweiter Stellvertreter des Landrats in Landkreisen mit bis zu 175.000 Einwohnern
  - ohne Stellverfunktion in Landkreisen mit über 175.000 Einwohnern

künftig wegfallend:
- Direktor des Landesgesundheitsamtes
- Direktor des Landesinstitutes für Schule und Ausbildung
- Direktor des Landesvermessungsamtes
- Direktor des Landesversorgungsamtes
- Direktor des Landesveterinär- und Lebensmitteluntersuchungsamtes
- Direktor des Statistischen Landesamtes
- Rektor der Fachhochschule Neubrandenburg
- Rektor der Fachhochschule Stralsund
- Rektor der Hochschule Wismar – Fachhochschule für Technik, Wirtschaft und Gestaltung

#### Besoldungsgruppe B3
- Direktor des Landeskriminalamtes
- Direktor der Landesrundfunkzentrale
- Hauptgeschäftsführer der Handwerkskammer Ostmecklenburg-Vorpommern (soweit nicht in B 4)
- Kanzler einer Universität
  - mit einer Messzahl von mehr als 5.000 bis 10.000
- Landesbeauftragter für die Unterlagen des Staatssicherheitsdienstes der ehemaligen Deutschen Demokratischen Republik
- Polizeipräsident
  - als Leiter des Polizeipräsidiums Neubrandenburg
  - als Leiter des Polizeipräsidiums Rostock
- Erster Direktor des Landesamtes für Gesundheit und Soziales
- Erster Direktor des Landesamtes für innere Verwaltung
- Erster Direktor des Landesamtes für Kultur und Denkmalpflege
- Erster Direktor des Landesamtes für Landwirtschaft, Lebensmittelsicherheit und Fischerei

Hauptamtliche Wahlbeamte auf Zeit:
- Bürgermeister in Gemeinden mit 20.001 bis zu 40.000 Einwohnern
- Beigeordneter (Senator)
  - als erster Stellvertreter des Oberbürgermeisters in Gemeinden mit 40.001 bis zu 70.000 Einwohnern
  - als zweiter Stellvertreter des Oberbürgermeisters in Gemeinden mit 70.001 bis zu 150.000 Einwohnern
  - ohne Stellverfunktion in Gemeinden mit über 150.000 Einwohnern
- Beigeordneter
  - als erster Stellvertreter des Landrats in Landkreisen mit bis zu 175.000 Einwohnern
  - als zweiter Stellvertreter des Landrats in Landkreisen mit über 175.000 Einwohnern

künftig wegfallend:
- Rektor einer Universität
  - mit einer Messzahl von mehr als 1.000 bis 2.000

#### Besoldungsgruppe B4
- Hauptgeschäftsführer der Handwerkskammer Ostmecklenburg-Vorpommern (soweit nicht in B 3)
- Inspekteur der Polizei
- Kanzler einer Universität
  - mit einer Messzahl von mehr als 10.000
- Präsident und Professor des Forschungsinstitut für Nutztierbiologie

Hauptamtliche Wahlbeamte auf Zeit:
- Beigeordneter (Senator)
  - als erster Stellvertreter des Oberbürgermeisters in Gemeinden mit 70.001 bis zu 150.000 Einwohnern
  - als zweiter Stellvertreter des Oberbürgermeisters in Gemeinden mit über 150.000 Einwohnern
- Beigeordneter
  - als erster Stellvertreter des Landrats in Landkreisen mit über 175.000 Einwohnern

künftig wegfallend:
- Rektor einer Universität
  - mit einer Messzahl von mehr als 2.000 bis 5.000

#### Besoldungsgruppe B5
- Landesbeauftragter für den Datenschutz

Hauptamtliche Wahlbeamte auf Zeit:
- Oberbürgermeister in Gemeinden mit 40.001 bis zu 70.000 Einwohnern
- Landrat in Landkreisen mit bis zu 175.000 Einwohnern
- Beigeordneter (Senator)
  - als erster Stellvertreter des Oberbürgermeisters in Gemeinden mit über 150.000 Einwohnern

künftig wegfallend:
- Rektor einer Universität
  - mit einer Messzahl von mehr als 5.000 bis 10.000

#### Besoldungsgruppe B6
- Vizepräsident des Landesrechnungshofes
- Bürgerbeauftragter

Hauptamtliche Wahlbeamte auf Zeit:
- Oberbürgermeister in Gemeinden mit 70.001 bis zu 150.000 Einwohnern
- Landrat in Landkreisen mit über 175.000 Einwohnern

künftig wegfallend:
- Rektor einer Universität
  - mit einer Messzahl von mehr als 10.000

#### Besoldungsgruppe B7
Hauptamtliche Wahlbeamte auf Zeit:
- Oberbürgermeister in Gemeinden mit über 150.000 Einwohnern

#### Besoldungsgruppe B8
- Direktor des Landtages

#### Besoldungsgruppe B9
- Präsident des Landesrechnungshofes
- Staatssekretär (soweit nicht in B 10)

#### Besoldungsgruppe B10
Staatssekretär (soweit nicht in B 9)

### Niedersachsen
Festgelegt in Anlage 1 zu § 2 des Niedersächsischen Besoldungsgesetzes (NBesG) i. d. F. v. 7. November 2008 sowie in § 1 der Niedersächsischen Kommunalbesoldungsverordnung (NKBesVO) v. 29. November 2013

#### Besoldungsgruppe B1
- Hauptverwaltungsbeamter einer Gemeinde oder Samtgemeinde mit bis zu 10.000 Einwohnern 1)

#### Besoldungsgruppe B2
- Abteilungsdirektor
  - als Leiter eines großen und bedeutsamen Bereiches der Oberfinanzdirektion Niedersachsen, wenn er für den eigenen und mindestens einen weiteren Bereich Vertreter des Finanzpräsidenten ist
  - als allgemeiner Vertreter des Direktors der Polizeiakademie Niedersachsen
  - als Leiter der Regionalabteilung Lüneburg und Vertreter des Präsidenten der Niedersächsischen Landesschulbehörde
- Ärztlicher Direktor des Maßregelvollzugszentrums Niedersachsen
- Direktor beim Amt für regionale Landesentwicklung
- Direktor der Feuerwehr
  - bei einer Stadt mit einer Einwohnerzahl von mehr als 400.000
- Direktor der Niedersächsischen Versorgungskasse
- Direktor der Polizei
  - im für Inneres zuständigen Ministerium
- Direktor des Landesamtes für Geoinformation und Landesvermessung Niedersachsen
  - als Mitglied des Vorstands
  - als Leiter des Geschäftsbereichs Landesvermessung und Geobasisinformation
- Direktor des Landesbetriebes für Mess- und Eichwesen
- Direktor des Landesmuseums Hannover
- Geschäftsbereichsleiter der Landwirtschaftskammer
- Geschäftsführer der Tierseuchenkasse
- Leitender Direktor
  - als dem Hauptverwaltungsbeamten unmittelbar unterstellter Leiter einer großen und besonders bedeutenden Organisationseinheit eines Landkreises mit einer Einwohnerzahl von mehr als 200.000 1)
  - als einem Beamten auf Zeit unmittelbar unterstellter Leiter einer großen und besonders bedeutenden Organisationseinheit der Region Hannover 1) 2)
  - als einem Beamten auf Zeit unmittelbar unterstellter Leiter einer großen und besonders bedeutenden Organisationseinheit einer Stadt mit einer Einwohnerzahl von mehr als 200.000 1) 2)
- Polizeivizepräsident
- Vizepräsident des Landeskriminalamtes
- Präsident des Landesamtes für Denkmalpflege
- Präsident des Landesamtes für Lehrerbildung und Schulentwicklung
- Präsident des Landesarchivs
- Vizepräsident der Anstalt Niedersächsische Landesforsten
- Vizepräsident des Landesamtes für Statistik
- Vizepräsident des Landesamtes für Verbraucherschutz und Lebensmittelsicherheit
- Hauptverwaltungsbeamter einer Gemeinde oder Samtgemeinde mit 10.000 bis 15.000 Einwohnern
- allgemeiner Vertreter
  - des Hauptverwaltungsbeamtern einer Gemeinde oder Samtgemeinde mit 20.001 bis 30.000 Einwohnern
- Beamter auf Zeit
  - einer Gemeinde oder Samtgemeinde mit 30.001 bis 40.000 Einwohnern
  - eines Landkreises mit bis zu 75.000 Einwohnern
- Verbandsgeschäftsführer des Bezirksverbands Oldenburg
- Verbandsgeschäftsführer des Zweckverbands „Veterinäramt JadeWeser“

#### Besoldungsgruppe B3
- Direktor der Nordwestdeutschen Forstlichen Versuchsanstalt
- Direktor der Technischen Informationsbibliothek und der Universitätsbibliothek Hannover
- Direktor des Landesbetriebes Landesvermessung und Geobasisinformation Niedersachsen
  - als Vorsitzender des Vorstands
- Direktor der Polizeiakademie Niedersachsen
- Direktor der Staats- und Universitätsbibliothek Göttingen
- Direktor des Medizinischen Dienstes der Krankenversicherung Niedersachsen
  - als Geschäftsführer
- Finanzpräsident
- Geschäftsbereichsleiter der Landwirtschaftskammer
  - als allgemeiner Vertreter des Direktors der Landwirtschaftskammer
- Landesbranddirektor
- Landespolizeidirektor
- Leitender Ministerialrat
  - als Prüfungsgebietsleiter beim Landesrechnungshof
  - als Referatsleiter im für Inneres zuständigen Ministerium bei gleichzeitiger Funktion als Landeswahlleiter
  - als Vertreter des Landesbeauftragten für den Datenschutz
- Präsident des Landesamtes für Statistik
- Präsident des Landesgesundheitsamtes
- Verfassungsschutzvizepräsident
  - als stellvertretender Leiter der Verfassungsschutzabteilung im für Inneres zuständigen Ministerium
- Hauptverwaltungsbeamter einer Gemeinde oder Samtgemeinde mit 15.001 bis 20.000 Einwohnern
- allgemeiner Vertreter
  - des Hauptverwaltungsbeamten einer Gemeinde oder Samtgemeinde mit 30.001 bis 40.000 Einwohnern
  - des Landrats eines Landkreises mit bis zu 75.000 Einwohnern
  - des Verbandsdirektors des Zweckverbandes Großraum Braunschweig
- Beamter auf Zeit
  - einer Gemeinde mit 40.001 bis 60.000 Einwohnern
  - eines Landkreises mit 75.001 bis 150.000 Einwohnern

#### Besoldungsgruppe B4
- Direktor des Landesamtes für Geoinformation und Landentwicklung Niedersachsen
  - als Vorsitzender des Vorstands
- Finanzpräsident als ständiger Vertreter des Oberfinanzpräsidenten
- Geschäftsführer des Landesbetriebes IT.Niedersachsen
- Leitender Ministerialrat
  - als Bevollmächtigter der Niedersächsischen Landesregierung für den Einsatz der Informationstechnik
  - als Beauftragter für Investitions- und Planungsbeschleunigung sowie Bürgerbeteiligung
- Polizeipräsident (soweit nicht in B 5)
  - als Leiter einer Polizeidirektion oder der Polizeibehörde für zentrale Aufgaben
- Präsident der Anstalt Niedersächsische Landesforsten
- Präsident der Klosterkammer Hannover
- Präsident des Landeskriminalamtes
- Präsident der Landesschulbehörde
- Präsident der Niedersächsischen Landesbehörde für Straßenbau und Verkehr
- Präsident des Landesamts für Bergbau, Energie und Geologie
- Präsident des Landesamts für Soziales, Jugend und Familie
- Präsident des Landesamtes für Verbraucherschutz und Lebensmittelsicherheit
- Verbandsdirektor des Zweckverbandes Großraum Braunschweig
- Hauptverwaltungsbeamter
  - einer Gemeinde oder Samtgemeinde mit 20.001 bis 30.000 Einwohnern
- allgemeiner Vertreter
  - des Hauptverwaltungsbeamten einer Gemeinde mit 40.001 bis 60.000 Einwohnern
  - des Landrats eines Landkreises mit 75.001 bis 150.000 Einwohnern
- Beamter auf Zeit
  - einer Gemeinde mit 60.001 bis 100.000 Einwohnern
  - eines Landkreises mit 150.001 bis 300.000 Einwohnern

#### Besoldungsgruppe B5
- Direktor des Landesbetriebes für Wasserwirtschaft, Küsten- und Naturschutz
- Ministerialdirigent
  - als Leiter des Bereiches Datenschutzaufsicht im nicht öffentlichen Bereich
- Parlamentsrat
  - als Mitglied des Gesetzgebungs- und Beratungsdienstes beim Landtag
- Polizeipräsident
  - in Hannover
- Hauptverwaltungsbeamter einer Gemeinde mit 30.001 bis 40.000 Einwohnern
- Landrat eines Landkreises mit bis zu 75.000 Einwohnern
- allgemeiner Vertreter
  - des Hauptverwaltungsbeamten einer Gemeinde mit 60.001 bis 100.000 Einwohnern
  - des Landrats eines Landkreises mit 150.001 bis 300.000 Einwohnern
- Beamter auf Zeit
  - einer Gemeinde mit 100.001 bis 200.000 Einwohnern
  - eines Landkreises mit über 300.000 Einwohnern

#### Besoldungsgruppe B6
- Direktor der Landwirtschaftskammer
- Landesbeauftragter für den Datenschutz
- Landesbeauftragter für regionale Landesentwicklung
- Landespolizeipräsident
- Verfassungsschutzpräsident
  - als Leiter der Verfassungsschutzabteilung im für Inneres zuständigen Ministerium
- Sprecher der Landesregierung
- Hauptverwaltungsbeamter einer Gemeinde mit 40.001 bis 60.000 Einwohnern
- Landrat eines Landkreises mit 75.001 bis 150.000 Einwohnern
- allgemeiner Vertreter
  - des Hauptverwaltungsbeamten einer Gemeinde mit 100.001 bis 200.000 Einwohnern
  - des Landrats eines Landkreises mit über 300.000 Einwohnern
- Beamter auf Zeit
  - einer Gemeinde mit 200.001 bis 400.000 Einwohnern

#### Besoldungsgruppe B7
- Oberfinanzpräsident
- Vizepräsident des Landesrechnungshofs
- Hauptverwaltungsbeamter einer Gemeinde mit 60.001 bis 100.000 Einwohnern
- Landrat eines Landkreises mit 150.001 bis 300.000 Einwohnern
- allgemeiner Vertreter
  - des Oberbürgermeisters einer Gemeinde mit 200.001 bis 400.000 Einwohnern
- Beamter auf Zeit
  - einer Gemeinde mit über 400.000 Einwohnern
  - der Region Hannover

#### Besoldungsgruppe B8
- Hauptverwaltungsbeamter einer Gemeinde mit 100.001 bis 200.000 Einwohnern
- Landrat eines Landkreises mit über 300.000 Einwohnern
- allgemeiner Vertreter
  - des Oberbürgermeisters einer Gemeinde mit über 400.000 Einwohnern
  - des Präsidenten der Region Hannover

#### Besoldungsgruppe B9
- Direktor beim Landtag 1)
- Präsident des Landesrechnungshofs 1)
- Staatssekretär 1)
- Hauptverwaltungsbeamter
  - einer Gemeinde mit 200.001 bis 400.000 Einwohnern
  - einer Gemeinde mit über 400.000 Einwohnern 2)
- Präsident der Region Hannover 2)

#### Besoldungsgruppe B10
- Staatssekretär
  - als Chef oder Chefin der Staatskanzlei[8]

### Nordrhein-Westfalen
Die folgenden Einstufungen sind landesrechtliche Ergänzungen zu den Einstufungen nach dem Bundesbesoldungsgesetz, festgelegt in der Besoldungsordnung B, Anlage 1 des Besoldungsgesetzes für das Land Nordrhein-Westfalen (Landesbesoldungsgesetz – LBesG) in der Fassung der Bekanntmachung vom 17. Februar 2005.

#### Besoldungsgruppe B2
- Abteilungsdirektor
  - als der ständige Vertreter des Direktors des Landesbetriebs Geologischer Dienst
- Direktor
  - als Mitglied der Geschäftsführung der Unfallkasse Nordrhein-Westfalen (soweit nicht in A 16, B 3 oder B 4)
- Direktor beim Landesinstitut für Gesundheit und Arbeit
- Direktor der Akademie für Öffentliches Gesundheitswesen in Düsseldorf
- Direktor der Berufsfeuerwehr
  - bei einer Stadt mit mehr als 600.000 Einwohnern
- Direktor des Hochschulbibliothekszentrums
- Direktor des Landesmuseums für Kunst und Kulturgeschichte in Münster
- Direktor des Landesprüfungsamtes für Lehrämter an Schulen
- Direktor des Rheinischen Industriemuseums
- Direktor des Rheinischen Landesmuseums in Bonn
- Direktor des Römisch-Germanischen Museums in Köln (soweit nicht gleichzeitig Generaldirektor der Museen der Stadt Köln)
- Direktor des Wallraf-Richartz-Museums in Köln (soweit nicht gleichzeitig Generaldirektor der Museen der Stadt Köln)
- Direktor des Westfälischen Industriemuseums
- Geschäftsführer bei den Handwerkskammern Bielefeld, Dortmund, Köln und Münster
  - als der ständige Vertreter des Hauptgeschäftsführers (soweit nicht in A 16)
- Geschäftsführer eines Medizinischen Dienstes der Krankenversicherung in Nordrhein-Westfalen (soweit nicht in B 3)
- Leitender Direktor
  - als Leiter einer besonders großen und besonders bedeutenden Organisationseinheit in der Zentralverwaltung eines Landschaftsverbandes
  - als Leiter einer besonders großen und besonders bedeutenden Organisationseinheit einer Kreisverwaltung
  - als Leiter eines großen und bedeutenden Amtes der Verwaltung einer Stadt mit mehr als 100.000 Einwohnern
  - als Leiter eines Landeskrankenhauses (Fachklinik für Psychiatrie) mit mehr als 800 Betten
- Leitender Kriminaldirektor
- Leitender Polizeidirektor
- Polizeipräsident
  - in einem Polizeibereich mit mehr als 175.000 bis zu 300.000 Einwohnern
- Stellvertretender Direktor des Landesamtes für Personaleinsatzmanagement
- Vizepräsident als ständiger Vertreter des Präsidenten der Fachhochschule für öffentliche Verwaltung
- Vizepräsident des Landesamtes für Natur, Umwelt und Verbraucherschutz

Kommunale Wahlbeamte auf Zeit:
- zum allgemeinen Vertreter des Bürgermeisters bestellte Beigeordnete
  - in Gemeinden von 40.001 bis 60.000 Einwohnern (soweit nicht in B 3)
  - in Gemeinden von 30.001 bis 40.000 Einwohnern (soweit nicht in A 16)
- sonstige Beigeordnete
  - in Gemeinden von 60.001 bis 100.000 Einwohnern (soweit nicht in B 3)
  - in Gemeinden von 40.001 bis 60.000 Einwohnern (soweit nicht in A 16)
- Kreisdirektor
  - in Kreisen mit einer Einwohnerzahl bis 200.000 (soweit nicht in B 3)

Künftig wegfallende Ämter:
- Abteilungsdirektor als ständiger Vertreter des Leiters der Fachhochschule für öffentliche Verwaltung
- Direktor des Landesinstituts für den öffentlichen Gesundheitsdienst
- Kanzler der Fachhochschule Köln

#### Besoldungsgruppe B3
- Abteilungsdirektor
  - als Leiter einer besonders großen oder besonders bedeutenden Abteilung bei einer Bezirksregierung
- Abteilungsdirektor der Landwirtschaftskammer Nordrhein-Westfalen
  - als der ständige Vertreter des Direktors der Landwirtschaftskammer
- Direktor
  - als Mitglied der Geschäftsführung der Unfallkasse Nordrhein-Westfalen (soweit nicht in A 16, B 2 oder B 4)
- Direktor der Fachhochschule für Finanzen
- Direktor der Fachhochschule für Rechtspflege
- Direktor der Zentralstelle für die Vergabe von Studienplätzen
- Direktor des Instituts für Landes- und Stadtentwicklungsforschung und Bauwesen
- Direktor des Landesamtes für Ausbildung, Fortbildung und Personalangelegenheiten der Polizei
- Direktor des Landesamtes für Besoldung und Versorgung
- Direktor des Landesamtes für Zentrale Polizeiliche Dienste
- Direktor des Landeskriminalamtes
- Geschäftsführer bei der Handwerkskammer Düsseldorf
  - als der ständige Vertreter des Hauptgeschäftsführers (soweit nicht in B 4)
- Geschäftsführer eines Medizinischen Dienstes der Krankenversicherung in Nordrhein-Westfalen (soweit nicht in B 2)
- Hauptgeschäftsführer der Handwerkskammer Aachen, Arnsberg (soweit nicht in B 4)
- Landesbeauftragter für den Maßregelvollzug
- Leitender Direktor
  - eines besonders großen und besonders bedeutenden Amtes der Verwaltung einer Stadt mit mehr als 600.000 Einwohnern sowie der Landeshauptstadt Düsseldorf
- Präsident des Landesarchivs
- Präsident des Landesinstituts für Arbeitsschutz und Arbeitsgestaltung
- Ständiger Vertreter des Direktors des Landesbetriebs Straßenbau

Kommunale Wahlbeamte auf Zeit:
- Bürgermeister einer Gemeinde von 10.001 bis 20.000 Einwohnern
- zum allgemeinen Vertreter des Bürgermeisters bestellte Beigeordnete
  - in Gemeinden von 60.001 bis 100.000 Einwohnern (soweit nicht in B 4)
  - in Gemeinden von 40.001 bis 60.000 Einwohnern (soweit nicht in B 2)
- sonstige Beigeordnete
  - in Gemeinden von 100.001 bis 150.000 Einwohnern (soweit nicht in B 4)
  - in Gemeinden von 60.001 bis 100.000 Einwohnern (soweit nicht in B 2)
- Kreisdirektor
  - in Kreisen mit einer Einwohnerzahl von 200.001 – 300.000 (soweit nicht in B 4)
  - in Kreisen mit einer Einwohnerzahl bis 200.000 (soweit nicht in B 2)

Künftig wegfallende Ämter:
- Kanzler
  - der Fernuniversität – in Hagen
  - der Universität Bielefeld, Dortmund, Paderborn, Siegen, Wuppertal
- Leitender Verwaltungsdirektor
  - als Leiter der Personal- und Wirtschaftsverwaltung der Medizinischen Einrichtungen der Technischen Hochschule Aachen, der Universität Bonn, der Universität Düsseldorf, der Universität Köln, der Universität Münster, der Universität-Gesamthochschule Essen
- Präsident der Landesanstalt für Arbeitsschutz
- Rektor der Fachhochschule Aachen, Bielefeld, Bochum, Dortmund, Düsseldorf, Gelsenkirchen, Südwestfalen in Iserlohn, Lippe und Höxter in Lemgo, Münster, Niederrhein in Krefeld und Mönchengladbach, Bonn-Rhein-Sieg in Sankt Augustin
- Rektor einer Kunsthochschule

#### Besoldungsgruppe B4
- Leitender Ministerialrat als ständiger Vertreter des Landesbeauftragten für Datenschutz und Informationsfreiheit
- Direktor des Landesamtes für Personaleinsatzmanagement
- Direktor
  - als Mitglied der Geschäftsführung der Unfallkasse Nordrhein-Westfalen (soweit nicht in A 16, B 2 oder B 3)
- Direktor des Materialprüfungsamtes
- Erster Direktor
  - als Geschäftsführer der Unfallkasse Nordrhein-Westfalen (soweit nicht in B 5)
- Geschäftsführer bei der Handwerkskammer Düsseldorf
  - als der ständige Vertreter des Hauptgeschäftsführers (soweit nicht in B 3)
- Hauptgeschäftsführer der Handwerkskammer Aachen, Arnsberg (soweit nicht in B 3)
- Hauptgeschäftsführer der Handwerkskammer Bielefeld, Dortmund, Köln, Münster (soweit nicht in B 5)
- Landeskriminaldirektor
  - beim Innenministerium
- Leitender Ministerialrat
  - als geschäftsführender Vertreter des Präsidenten des Landesjustizprüfungsamtes
  - als Landesschlichter
  - als Leiter des Arbeitsstabs EPOS.NRW
  - als Mitglied des Landesrechnungshofs
  - als Vertreter des Finanzministeriums in der Tarifgemeinschaft deutscher Länder
- Polizeipräsident
  - in einem Polizeibereich mit mehr als 300.000 Einwohnern oder mit 1000 bis 3500 Mitarbeitern
- Präsident der Fachhochschule für öffentliche Verwaltung
- Präsident der Polizeiführungsakademie
- Stellvertreter des Präsidenten der Gemeindeprüfungsanstalt
- Verbandsvorsteher des Landesverbandes Lippe (soweit nicht in B 5)

Kommunale Wahlbeamte auf Zeit:
- Bürgermeister einer Gemeinde von 20.001 bis 30.000 Einwohnern
- zum allgemeinen Vertreter des Bürgermeisters (Oberbürgermeisters) bestellte Beigeordnete
  - in Gemeinden von 100.001 bis 150.000 Einwohnern (soweit nicht in B 5)
  - in Gemeinden von 60.001 bis 100.000 Einwohnern (soweit nicht in B 3)
- sonstige Beigeordnete
  - in Gemeinden von 150.001 bis 250.000 Einwohnern (soweit nicht in B 5)
  - in Gemeinden von 100.001 bis 150.000 Einwohnern (soweit nicht in B 3)
- Kreisdirektor
  - in Kreisen mit einer Einwohnerzahl über 300.000 (soweit nicht in B 5)
  - in Kreisen mit einer Einwohnerzahl von 200.001 – 300.000 (soweit nicht in B 3)
- Landesrat eines Landschaftsverbandes (soweit nicht in B 5 oder B 6)

Künftig wegfallende Ämter:
- Kanzler
  - der Technischen Hochschule Aachen
  - der Universität Bochum, Bonn, Düsseldorf, Duisburg-Essen, Köln, Münster
- Rektor der Deutschen Sporthochschule Köln
- Rektor der Fachhochschule Köln

#### Besoldungsgruppe B5
- Direktor beim Landesrechnungshof
- Direktor der Landwirtschaftskammer
- Erster Direktor
  - als Geschäftsführer der Unfallkasse Nordrhein-Westfalen (soweit nicht in B 4)
- Leiter des Landesbetriebes Wald und Holz
- Direktor des Landesbetriebs Geologischer Dienst
- Direktor des Landesbetriebs Straßenbau
- Generaldirektor der Museen der Stadt Köln, gleichzeitig als Direktor des Wallraf-Richartz-Museums oder als Direktor des Römisch-Germanischen Museums
- Hauptgeschäftsführer der Handwerkskammer Bielefeld, Dortmund, Köln, Münster (soweit nicht in B 4)
- Polizeipräsident
  - in einem Polizeibereich mit mehr als 300.000 Einwohnern und mit mehr als 3500 Mitarbeitern
- Präsident des Landesbetriebs Information und Technik
- Präsident des Landesamtes für Natur, Umwelt und Verbraucherschutz
- Verbandsvorsteher des Landesverbandes Lippe (im Falle der unmittelbaren Wiederwahl nach einer achtjährigen Amtszeit, sonst in B 4)

Kommunale Wahlbeamte auf Zeit:
- Bürgermeister einer Gemeinde von 30.001 bis 40.000 Einwohnern
- zum allgemeinen Vertreter des Bürgermeisters (Oberbürgermeisters) bestellte Beigeordnete
  - in Gemeinden von 150.001 bis 250.000 Einwohnern (soweit nicht in B 6)
  - in Gemeinden von 100.001 bis 150.000 Einwohnern (soweit nicht in B 4)
- sonstige Beigeordnete
  - in Gemeinden von 250.001 bis 500.000 Einwohnern (soweit nicht in B 6)
  - in Gemeinden von 150.001 bis 250.000 Einwohnern (soweit nicht in B 4)
- Kreisdirektor
  - in Kreisen mit einer Einwohnerzahl über 300.000 (soweit nicht in B 4)
- Landesrat eines Landschaftsverbandes mit besonders schwierigen Aufgabengebiet (soweit nicht in B 4 oder B 6)
- Bereichsleiterin oder Bereichsleiter des Regionalverbandes Ruhr (soweit nicht in B 6)

Künftig wegfallende Ämter:
- Rektor der Universität Bielefeld, Dortmund, Paderborn, Siegen, Wuppertal

#### Besoldungsgruppe B6
- Direktorin, Direktor des Landesbetriebs Straßenbau
- Erste Direktorin, Erster Direktor eines Regionalträgers der gesetzlichen Rentenversicherung
  - als Geschäftsführerin, Geschäftsführer oder Vorsitzende, Vorsitzender der Geschäftsführung bei mehr als 3,7 Millionen Versicherten und laufenden Rentenfällen -
- Hauptgeschäftsführer der Handwerkskammer Düsseldorf (soweit nicht in B 7)
- Ministerialdirigentin, Ministerialdirigent bei einer obersten Landesbehörde
  - als Leitung einer großen oder bedeutenden Abteilung (soweit nicht in B 7)
  - als Leitung einer Hauptabteilung (soweit nicht in B 7)

Kommunale Wahlbeamte auf Zeit:
- Bürgermeister einer Gemeinde von 40.001 bis 60.000 Einwohnern
- zum allgemeinen Vertreter des Oberbürgermeisters (Bürgermeisters) bestellte Beigeordnete
  - in Gemeinden von 250.001 bis 500.000 Einwohnern (soweit nicht in B 7)
  - in Gemeinden von 150.001 bis 250.000 Einwohnern (soweit nicht in B 5)
- sonstige Beigeordnete
  - in Gemeinden von 250.001 bis 500.000 Einwohnern (soweit nicht in B 5)
- Landrat in Kreisen mit einer Einwohnerzahl bis 200.000
- Erster Landesrat eines Landschaftsverbandes
- Bereichsleiter des Regionalverbandes Ruhr
  - als allgemeiner Vertreter des Geschäftsführers

Künftig wegfallende Ämter:
- Rektor
  - der Fernuniversität in Hagen
  - der Technischen Hochschule Aachen
  - der Universität Bochum, Bonn, Düsseldorf, Duisburg-Essen, Köln, Münster

#### Besoldungsgruppe B7
- Hauptgeschäftsführer der Handwerkskammer Düsseldorf (soweit nicht in B 6)
- Landesbeauftragter für Datenschutz und Informationsfreiheit
- Ministerialdirigentin, Ministerialdirigent bei einer obersten Landesbehörde
  - als Leitung einer großen oder bedeutenden Abteilung, soweit nicht einer Hauptabteilungsleitung unterstellt (soweit nicht in B 6)
  - als Leitung einer Hauptabteilung (soweit nicht in B 6)
- Oberfinanzpräsidentin, Oberfinanzpräsident

- Präsident der Gemeindeprüfungsanstalt
- Präsident des Landesjustizprüfungsamtes
- Vizepräsident des Landesrechnungshofs

Kommunale Wahlbeamte auf Zeit:
- Bürgermeister einer Gemeinde von 60.001 bis 100.000 Einwohnern
- zum allgemeinen Vertreter des Oberbürgermeisters bestellte Beigeordnete
  - in Gemeinden von 250.001 bis 500.000 Einwohnern (soweit nicht in B 6)
- sonstige Beigeordnete
  - in Gemeinden über 500.000 Einwohnern (soweit nicht in B 8)
- Landrat in Kreisen mit einer Einwohnerzahl über 200.000

#### Besoldungsgruppe B8
- Regierungspräsidentin, Regierungspräsident
- Beauftragte, Beauftragter der Landesregierung Nordrhein-Westfalen für Informationstechnik (CIO)

Kommunale Wahlbeamte auf Zeit:
- Bürgermeister (Oberbürgermeister) einer Gemeinde von 100.001 bis 150.000 Einwohnern
- zum allgemeinen Vertreter des Oberbürgermeisters bestellte Beigeordnete
  - in Gemeinden über 500.000 Einwohnern (soweit nicht in B 9)
- sonstige Beigeordnete
  - in Gemeinden über 500.000 Einwohnern (soweit nicht in B 7)
- Direktor eines Landschaftsverbandes
- Geschäftsführer des Regionalverbandes Ruhr
  - als Direktor des Regionalverbandes Ruhr

#### Besoldungsgruppe B9
- Direktor beim Landtag

Kommunale Wahlbeamte auf Zeit:
- Oberbürgermeister (Bürgermeister) einer Gemeinde von 150.001 bis 250.000 Einwohnern
- zum allgemeinen Vertreter des Oberbürgermeisters bestellte Beigeordnete
  - in Gemeinden über 500.000 Einwohnern (soweit nicht in B 8)

#### Besoldungsgruppe B10
- Chef der Staatskanzlei und Staatssekretär
- Präsident des Landesrechnungshofs
- Staatssekretär

Kommunale Wahlbeamte auf Zeit:
- Oberbürgermeister einer Gemeinde von 250.001 bis 500.000 Einwohnern

#### Besoldungsgruppe B11
Kommunale Wahlbeamte auf Zeit:
- Oberbürgermeister einer Gemeinde über 500.000 Einwohnern

### Rheinland-Pfalz
Festgelegt in der Landesbesoldungsordnung B, Anlage 1 Landesbesoldungsordnungen des Landesbesoldungsgesetzes (LBesG) in der Fassung vom 12. April 2005

#### Besoldungsgruppe B2
- Abteilungsdirektor beim Institut für medizinische und pharmazeutische Prüfungsfragen
  - als Leiter einer großen und bedeutenden Abteilung, soweit nicht in Besoldungsgruppe A 16 oder B 3
- Direktor der Generaldirektion Kulturelles Erbe
- Direktor des Landeshauptarchivs Koblenz
- Direktor einer Verwaltungsfachhochschule
- Direktor der Zentralstelle der Forstverwaltung
- Leitender Medizinaldirektor
  - bei der Deutschen Rentenversicherung Rheinland-Pfalz als Leiter des ärztlichen Dienstes
- Vizepräsident des Landesamts für Vermessung und Geobasisinformation Rheinland-Pfalz

Hauptamtliche kommunale Wahlbeamte auf Zeit:
- Bürgermeister (Oberbürgermeister)
  - bei einer Einwohnerzahl von 15.001 bis 20.000 (soweit nicht in B 3)
  - bei einer Einwohnerzahl von 10.001 bis 15.000 (soweit nicht in A 16)
- erster Beigeordneter
  - bei einer Einwohnerzahl von 30.001 bis 40.000 (soweit nicht in B 3)
  - bei einer Einwohnerzahl von 20.001 bis 30.000 (soweit nicht in A 16)
- weitere Beigeordnete
  - bei einer Einwohnerzahl von 60.001 bis 100.000 (soweit nicht in B 3)
  - bei einer Einwohnerzahl von 40.001 bis 60.000 (soweit nicht in A 16)
- erster Kreisbeigeordneter
  - bei einer Einwohnerzahl bis zu 100.000 (soweit nicht in B 3)
- weiterer Kreisbeigeordneter
  - bei einer Einwohnerzahl von mehr als 100.000 (soweit nicht in B 3)
  - bei einer Einwohnerzahl bis zu 100.000 (soweit nicht in A 16)

#### Besoldungsgruppe B3
- Abteilungsdirektor beim Institut für medizinische und pharmazeutische Prüfungsfragen
  - als Leiter einer besonders großen oder besonders bedeutenden Abteilung (soweit nicht in A 16 oder B 2)
- Direktor des Landesamtes für Geologie und Bergbau
- Direktor der Landwirtschaftskammer Rheinland-Pfalz (soweit nicht in B 5)
- Direktor der Pfälzischen Pensionsanstalt
- Generalsekretär der Akademie der Wissenschaften und der Literatur
- Inspekteur der Polizei
- Polizeipräsident (soweit nicht in Besoldungsgruppe A 16)
- Präsident des Landeskriminalamtes
- Präsident des Landesprüfungsamtes für Juristen
- Präsident des Landesprüfungsamtes für die Lehrämter an Schulen
- Präsident des Statistischen Landesamtes
- Stellvertretender Geschäftsführer des Landesbetriebs Liegenschafts- und Baubetreuung
- Stellvertretender Geschäftsführer des Landesbetriebs Mobilität
- Vizepräsident der Aufsichts- und Dienstleistungsdirektion
- Vizepräsident des Landesamtes für Soziales, Jugend und Versorgung
- Vizepräsident der Struktur- und Genehmigungsdirektion Nord
- Vizepräsident der Struktur- und Genehmigungsdirektion Süd

Hauptamtliche kommunale Wahlbeamte auf Zeit:
- Bürgermeister (Oberbürgermeister)
  - bei einer Einwohnerzahl von 20.001 bis 30.000 (soweit nicht in B 4)
  - bei einer Einwohnerzahl von 15.001 bis 20.000 (soweit nicht in B 2)
- erster Beigeordneter
  - bei einer Einwohnerzahl von 40.001 bis 60.000 (soweit nicht in B 4)
  - bei einer Einwohnerzahl von 30.001 bis 40.000 (soweit nicht in B 2)
- weitere Beigeordnete
  - bei einer Einwohnerzahl von 100.001 bis 150.000 (soweit nicht in B 4)
  - bei einer Einwohnerzahl von 60.001 bis 100.000 (soweit nicht in B 2)
- erster Kreisbeigeordneter
  - bei einer Einwohnerzahl von mehr als 100.000 (soweit nicht in B 4)
  - bei einer Einwohnerzahl bis zu 100.000 (soweit nicht in B 2)
- weiterer Kreisbeigeordneter
  - bei einer Einwohnerzahl von mehr als 100.000 (soweit nicht in B 2)

#### Besoldungsgruppe B4
- Abteilungsdirektor beim Institut für medizinische und pharmazeutische Prüfungsfragen
  - als Leiter einer Abteilung, der zu dem ständigen Vertreter des Direktors des Instituts bestellt ist
- Generaldirektor des Römisch-Germanischen Zentralmuseums in Mainz
- Präsident des Landesamtes für Umwelt Rheinland-Pfalz
- Präsident des Landesuntersuchungsamtes

Hauptamtliche kommunale Wahlbeamte auf Zeit:
- Oberbürgermeister (Bürgermeister)
  - bei einer Einwohnerzahl von 30.001 bis 40.000 (soweit nicht in B 5)
  - bei einer Einwohnerzahl von 20.001 bis 30.000 (soweit nicht in B 3)
- erster Beigeordneter
  - bei einer Einwohnerzahl von 60.001 bis 100.000 (soweit nicht in B 5)
  - bei einer Einwohnerzahl von 40.001 bis 60.000 (soweit nicht in B 3)
- weitere Beigeordnete
  - bei einer Einwohnerzahl von mehr als 150.000 (soweit nicht in B 5)
  - bei einer Einwohnerzahl von 100.001 bis 150.000 (soweit nicht in B 3)
- Landrat
  - bei einer Einwohnerzahl bis zu 100.000 (soweit nicht in B 5)
- erster Kreisbeigeordneter
  - bei einer Einwohnerzahl von mehr als 100.000 (soweit nicht in B 3)

#### Besoldungsgruppe B5
- Direktor der Landwirtschaftskammer Rheinland-Pfalz (soweit nicht in B 3)
- Geschäftsführer des Landesbetriebs Daten und Information
- Geschäftsführer des Landesbetriebs Liegenschafts- und Baubetreuung
- Geschäftsführer des Landesbetriebs Mobilität
- Präsident des Landesamts für Vermessung und Geobasisinformation Rheinland-Pfalz
- Direktor beim Rechnungshof
  - als Prüfungsgebietsleiter beim Rechnungshof

Hauptamtliche kommunale Wahlbeamte auf Zeit:
- Oberbürgermeister
  - bei einer Einwohnerzahl von 40.001 bis 60.000 (soweit nicht in B 6)
  - bei einer Einwohnerzahl von 30.001 bis 40.000 (soweit nicht in B 4)
- erster Beigeordneter
  - bei einer Einwohnerzahl von 100.001 bis 150.000 (soweit nicht in B 6)
  - bei einer Einwohnerzahl von 60.001 bis 100.000 (soweit nicht in B 4)
- weitere Beigeordnete
  - bei einer Einwohnerzahl von mehr als 150.000 (soweit nicht in B 4)
- Landrat
  - bei einer Einwohnerzahl von mehr als 100.000 (soweit nicht in B 6)
  - bei einer Einwohnerzahl bis zu 100.000 (soweit nicht in B 4)

#### Besoldungsgruppe B6
- Direktor des Instituts für medizinische und pharmazeutische Prüfungsfragen
- Oberfinanzpräsident
- Präsident des Landesamtes für Soziales, Jugend und Versorgung
- Präsident der Struktur- und Genehmigungsdirektion Nord
- Präsident der Struktur- und Genehmigungsdirektion Süd
- Vizepräsident des Oberverwaltungsgerichts und ständiger Vertreter des Präsidenten des Verfassungsgerichtshofs
- Vizepräsident des Rechnungshofs

Hauptamtliche kommunale Wahlbeamte auf Zeit:
- Oberbürgermeister
  - bei einer Einwohnerzahl von 60.001 bis 100.000 (soweit nicht in B 7)
  - bei einer Einwohnerzahl von 40.001 bis 60.000 (soweit nicht in B 5)
- erster Beigeordneter
  - bei einer Einwohnerzahl von mehr als 150.000 (soweit nicht in B 7)
  - bei einer Einwohnerzahl von 100.001 bis 150.000 (soweit nicht in B 5)
- Landrat
  - bei einer Einwohnerzahl von mehr als 100.000 (soweit nicht in B 5)

#### Besoldungsgruppe B7
- Präsident der Aufsichts- und Dienstleistungsdirektion

Hauptamtliche kommunale Wahlbeamte auf Zeit:
- Oberbürgermeister
  - bei einer Einwohnerzahl von 100.001 bis 150.000 (soweit nicht in B 8)
  - bei einer Einwohnerzahl von 60.001 bis 100.000 (soweit nicht in B 6)
- erster Beigeordneter
  - bei einer Einwohnerzahl von mehr als 150.000 (soweit nicht in B 6)

#### Besoldungsgruppe B8
- Ministerialdirektor
  - als der ständige Vertreter des Chefs der Staatskanzlei (erhält eine Amtszulage)
  - mit besonderem Aufgabenbereich, soweit unmittelbar dem Minister unterstellt
- Direktor beim Landtag

Hauptamtliche kommunale Wahlbeamte auf Zeit:
- Oberbürgermeister
  - bei einer Einwohnerzahl von mehr als 150.000 (soweit nicht in B 9)
  - bei einer Einwohnerzahl von 100.001 bis 150.000 (soweit nicht in B 7)

#### Besoldungsgruppe B9
- Präsident des Oberverwaltungsgerichts und Präsident des Verfassungsgerichtshofs (mit Amtszulage)
- Präsident des Rechnungshofs (mit Amtszulage)
- Staatssekretär (mit Amtszulage)

Hauptamtliche kommunale Wahlbeamte auf Zeit:
- Oberbürgermeister
  - bei einer Einwohnerzahl von mehr als 150.000 (soweit nicht in B 8)

#### Besoldungsgruppe B10
- Staatssekretär als Bevollmächtigter des Landes beim Bund und für Europa
- Staatssekretär als Chef der Staatskanzlei

### Saarland
Festgelegt in der Anlagen I des Saarländischen Besoldungsgesetzes (SBesG) vom 13. Oktober 2021.

#### Besoldungsgruppe B2
- Berghauptmann
- Direktor der Deutschen Rentenversicherung Saarland
- Direktor der Polizei

– bei einer obersten Landesbehörde –
- Landesbeauftragter für die Belange von Menschen mit Behinderungen
- Landespolizeivizepräsident
- Ministerialrat

– bei einer obersten Landesbehörde –
- Stellvertretender Direktor der Landesmedienanstalt

Hauptamtliche kommunale Wahlbeamte auf Zeit:
- Bürgermeister
  - in Gemeinden mit einer Einwohnerzahl von 15.001 bis 20.000 (soweit nicht in B 3)
  - in Gemeinden mit einer Einwohnerzahl von 10.001 bis 15.000 (nach Höherstufung durch Beschluss des Gemeinderats oder Wiederwahl)
- Erster Beigeordneter
  - in Gemeinden mit einer Einwohnerzahl von 30.001 bis 40.000 (soweit nicht in B 3)
- weitere Beigeordnete
  - in Gemeinden mit einer Einwohnerzahl von 60.001 bis 180.000 (soweit nicht in B 3)

#### Besoldungsgruppe B3
- Direktor beim Rechnungshof
- Direktor der Ruhegehalts- und Zusatzversorgungskasse des Saarlandes
- Direktor des Bildungscampus Saarland
- Direktor des IT-Dienstleistungszentrums
- Direktor des Landesamtes für Soziales
- Direktor des Landesamtes für Verbraucherschutz
- Direktor des Landesamtes für Vermessung, Geoinformation und Landentwicklung
- Direktor des SaarForst Landesbetriebes
- Erster Direktor der Deutschen Rentenversicherung Saarland

– als Geschäftsführer oder Vorsitzender der Geschäftsführung –
- Hauptgeschäftsführer der Handwerkskammer
- Landesbeauftragter für Datenschutz
- Leitender Ministerialrat

– bei einer obersten Landesbehörde als Leiter einer Abteilung –
- Stellvertretender Direktor des Landesamtes für Zentrale Dienste

Hauptamtliche kommunale Wahlbeamte auf Zeit:
- Bürgermeister
  - in Gemeinden mit einer Einwohnerzahl von 20.001 bis 30.000 (soweit nicht in B 4)
  - in Gemeinden mit einer Einwohnerzahl von 15.001 bis 20.000 (nach Höherstufung durch Beschluss des Gemeinderats oder Wiederwahl)
- Erster Beigeordneter
  - in Gemeinden mit einer Einwohnerzahl von 40.001 bis 60.000 (soweit nicht in B 4)
  - in Gemeinden mit einer Einwohnerzahl von 30.001 bis 40.000 (soweit nicht in B 2)
- weitere Beigeordnete
  - in Gemeinden mit einer Einwohnerzahl über 180.000 (soweit nicht in B 4)
  - in Gemeinden mit einer Einwohnerzahl von 60.001 bis 180.000 (soweit nicht in B 2)

#### Besoldungsgruppe B4
- Direktor beim Rechnungshof
- Direktor des Landesamtes für Umwelt- und Arbeitsschutz
- Direktor des Landesamtes für Zentrale Dienste
- Direktor des Landesbetriebes für Straßenbau
- Direktor des Landesverwaltungsamtes
- Landespolizeipräsident
- Leitender Ministerialrat

– bei einer obersten Landesbehörde als Leiter einer Abteilung –
Hauptamtliche kommunale Wahlbeamte auf Zeit:
- Bürgermeister
  - in Gemeinden mit einer Einwohnerzahl von 30.001 bis 40.000 (soweit nicht in B 5)
  - in Gemeinden mit einer Einwohnerzahl von 20.001 bis 30.000 (nach Höherstufung durch Beschluss des Gemeinderats oder Wiederwahl)
- Erster Beigeordneter
  - in Gemeinden mit einer Einwohnerzahl von 60.001 bis 180.000 (soweit nicht in B 5)
  - in Gemeinden mit einer Einwohnerzahl von 40.001 bis 60.000 (soweit nicht in B 3)
- weitere Beigeordnete
  - in Gemeinden mit einer Einwohnerzahl über 180.000 (soweit nicht in B 3)
- Landrätin oder Landrat
  - in Landkreisen mit einer Einwohnerzahl bis 200.000

#### Besoldungsgruppe B5
- Direktor der Landesmedienanstalt Saarland
- Direktor des Landesamtes für Zentrale Dienste

– als Leiter des Landesamtes für Zentrale Dienste und Landesbeauftragter für Informationssicherheit –
- Geschäftsführer des Entsorgungsverbandes Saar
- Ministerialdirigent

– bei einer obersten Landesbehörde als Leiter einer Abteilung –
- Vizepräsident des Rechnungshofes

Hauptamtliche kommunale Wahlbeamte auf Zeit:
- Bürgermeister
  - in Gemeinden mit einer Einwohnerzahl von 40.001 bis 60.000 (soweit nicht in B 6)
  - in Gemeinden mit einer Einwohnerzahl von 30.001 bis 40.000 (nach Höherstufung durch Beschluss des Gemeinderats oder Wiederwahl)
- Erster Beigeordneter
  - in Gemeinden mit einer Einwohnerzahl von 60.001 bis 180.000 (soweit nicht in B 4)
- Landrat
  - in Landkreisen mit einer Einwohnerzahl über 200.000
- Regionalverbandsdirektor (soweit nicht in B 6)

#### Besoldungsgruppe B6
Hauptamtliche kommunale Wahlbeamte auf Zeit:
- Bürgermeister
  - in Gemeinden mit einer Einwohnerzahl von 60.001 bis 180.000 (soweit nicht in B 7)
  - in Gemeinden mit einer Einwohnerzahl von 40.001 bis 60.000 (nach Höherstufung durch Beschluss des Gemeinderats oder Wiederwahl)
- Erster Beigeordneter
  - in Gemeinden mit einer Einwohnerzahl über 180.000 (soweit nicht in B 7)
- Regionalverbandsdirektor (nach Höherstufung oder Wiederwahl)

#### Besoldungsgruppe B7
- Bevollmächtigter beim Bund
- Bevollmächtigter für Europaangelegenheiten
- Beauftragter für Strukturwandel
- Direktor beim Landtag

Hauptamtliche kommunale Wahlbeamte auf Zeit:
- Bürgermeister
  - in Gemeinden mit einer Einwohnerzahl von 60.001 bis 180.000 (nach Höherstufung durch Beschluss des Gemeinderats oder Wiederwahl)
- Erster Beigeordneter
  - in Gemeinden mit einer Einwohnerzahl über 180.000 (soweit nicht in B 6)

#### Besoldungsgruppe B8
- Direktor beim Landtag
- Präsident des Rechnungshofes
- Staatssekretär

Hauptamtliche kommunale Wahlbeamte auf Zeit:
- Bürgermeister
  - in Gemeinden mit einer Einwohnerzahl über 180.000 (soweit nicht in B 9)

#### Besoldungsgruppe B9
- Staatssekretär

– als Chef der Staatskanzlei –
Hauptamtliche kommunale Wahlbeamte auf Zeit:
- Bürgermeister
  - in Gemeinden mit einer Einwohnerzahl über 180.000 (nach Höherstufung durch Beschluss des Gemeinderats oder Wiederwahl)

### Sachsen
Festgelegt in Anlage 1 Sächsische Besoldungsordnungen A und B des Sächsischen Besoldungsgesetzes (SächsBesG) in der Fassung der Bekanntmachung vom 28. Januar 1998

#### Besoldungsgruppe B2
- Direktor der Sächsischen Anstalt für kommunale Datenverarbeitung
- Direktor des Sächsischen Bildungsinstituts
- Direktor des Sächsischen Staatsarchivs
- Direktor einer Regionalstelle der Sächsischen Bildungsagentur (nur der ab Inkrafttreten erste Amtsinhaber soweit nicht in der Besoldungsgruppe A 16 Bundesbesoldungsordnung)
- Direktor einer Regionalstelle der Sächsischen Bildungsagentur
  - als der ständige Vertreter des Direktors der Sächsischen Bildungsagentur
- Geschäftsführer des Staatsbetriebes Geobasisinformation und Vermessung Sachsen
- Kanzler der Technischen Universität Chemnitz
- Kaufmännischer Direktor
  - als Geschäftsführer des Staatsbetriebes Landesamt für Archäologie (nur der ab Inkrafttreten erste Amtsinhaber)
- Leitender Direktor
  - als einem Beamten auf Zeit unmittelbar unterstellter Leiter einer besonders großen und besonders bedeutenden Organisationseinheit in einer Stadt mit mehr als 250.000 Einwohnern
- Polizeipräsident
  - als Leiter einer Polizeidirektion
  - als Leiter der Landespolizeidirektion Zentrale Dienste
- Präsident des Autobahnamtes Sachsen (bis 31. Dezember 2010)
- Präsident des Oberbergamtes
- Sächsischer Landesarchäologe
  - als Geschäftsführer des Staatsbetriebes Landesamt für Archäologie
- Stellvertretender Geschäftsführer des Staatsbetriebes Sachsenforst
- Unternehmensbereichsleiter des Staatsbetriebes Sächsisches Immobilien- und Baumanagement (soweit nicht in den Besoldungsgruppen A 16 und B 3)

Kommunale Wahlbeamte:
- Oberbürgermeister (Bürgermeister)
  - in den Gemeinden mit einer Einwohnerzahl bis 20.000
- 1. Beigeordneter
  - in den Gemeinden mit einer Einwohnerzahl bis 40.000
- weiterer Beigeordneter
  - in den Gemeinden mit einer Einwohnerzahl bis 60.000

Künftig wegfallende Ämter:
- Rektor der Fachhochschule der Sächsischen Verwaltung Meißen
- Rektor der Fachhochschule für Polizei

#### Besoldungsgruppe B3
- Direktor der Landeszentrale für politische Bildung
- Direktor der Sächsischen Bildungsagentur
- Direktor des Kommunalen Versorgungsverbandes Sachsen
- Geschäftsführer des Staatsbetriebes Landestalsperrenverwaltung
- Geschäftsführer des Staatsbetriebes Sächsische Informatik Dienste
- Inspekteur der Polizei
- Polizeipräsident
  - als Leiter der Bereitschaftspolizei
- Präsident der Landesuntersuchungsanstalt für das Gesundheits- und Veterinärwesen
- Präsident des Landesamtes für Finanzen
- Präsident des Landesamtes für Geobasisinformation Sachsen (seit 1. Januar 2023)
- Präsident des Landesamtes für Verfassungsschutz
- Präsident des Landeskriminalamtes
- Präsident des Statistischen Landesamtes
- Unternehmensbereichsleiter des Staatsbetriebes Sächsisches Immobilien- und Baumanagement (soweit nicht in A 16 und B 2)

Kommunale Wahlbeamte:
- weitere Beigeordnete
  - in den Landkreisen mit einer Einwohnerzahl bis 200.000
- Oberbürgermeister
  - in den Gemeinden mit einer Einwohnerzahl bis 30.000
- 1. Beigeordneter
  - in den Gemeinden mit einer Einwohnerzahl bis 60.000
- weiterer Beigeordneter
  - in den Gemeinden mit einer Einwohnerzahl bis 100.000

Künftig wegfallende Ämter:
- Rektor der Technischen Universität Bergakademie Freiberg
- Rektor einer Fachhochschule
- Rektor einer Kunsthochschule

#### Besoldungsgruppe B4
- Generaldirektor der Sächsischen Landesbibliothek – Staats- und Universitätsbibliothek Dresden
- Generaldirektor der Staatlichen Kunstsammlungen Dresden
- Geschäftsführer des Staatsbetriebes Landestalsperrenverwaltung (nur der ab Inkrafttreten erste Amtsinhaber)
- Geschäftsführer des Staatsbetriebes Sachsenforst
- Geschäftsführer des Staatsbetriebes Sächsisches Immobilien- und Baumanagement
- Kanzler der Technischen Universität Dresden
- Kanzler der Universität Leipzig
- Präsident der Landesuntersuchungsanstalt für das Gesundheits- und Veterinärwesen (nur der ab Inkrafttreten erste Amtsinhaber)
- Präsident des Landesamtes für Finanzen (nur der ab Inkrafttreten erste Amtsinhaber)
- Präsident des Landesamtes für Straßenbau (Ab 1. Januar 2011)
- Präsident des Landesamtes für Umwelt, Landwirtschaft und Geologie
- Stellvertretender Geschäftsführer des Staatsbetriebes Sachsenforst (nur der ab Inkrafttreten erste Amtsinhaber)
- Verbandsdirektor des Kommunalen Sozialverbandes Sachsen
- Vizepräsident einer Landesdirektion
  - als der ständige Vertreter eines Präsidenten einer Landesdirektion

Kommunale Wahlbeamte:
- Beigeordneter als erster allgemeiner Vertreter des Landrats
  - in den Landkreisen mit einer Einwohnerzahl bis 200.000
- weitere Beigeordnete
  - in den Landkreisen mit einer Einwohnerzahl über 200.000
- Oberbürgermeister
  - in den Gemeinden mit einer Einwohnerzahl bis 40.000
- 1. Beigeordneter
  - in den Gemeinden mit einer Einwohnerzahl bis 100.000
- weiterer Beigeordneter
  - in den Gemeinden mit einer Einwohnerzahl bis 250.000

künftig wegfallend:
- Rektor der Technischen Universität Chemnitz

#### Besoldungsgruppe B5
- Sächsischer Datenschutzbeauftragter

Kommunale Wahlbeamte:
- Beigeordneter als erster allgemeiner Vertreter des Landrats
  - in den Landkreisen mit einer Einwohnerzahl über 200.000
- Oberbürgermeister
  - in den Gemeinden mit einer Einwohnerzahl bis 60.000
- 1. Beigeordneter
  - in den Gemeinden mit einer Einwohnerzahl bis 250.000
- weiterer Beigeordneter
  - in den Gemeinden mit einer Einwohnerzahl bis 500.000
- Hauptgeschäftsführer der Handwerkskammer zu Leipzig

#### Besoldungsgruppe B6
- Geschäftsführer des Staatsbetriebes Sachsenforst (nur der ab Inkrafttreten erste Amtsinhaber)
- Geschäftsführer des Staatsbetriebes Sächsisches Immobilien- und Baumanagement (nur der ab Inkrafttreten erste Amtsinhaber)
- Landespolizeipräsident
  - als Abteilungsleiter im Staatsministerium des Innern
- Rechnungshofdirektor
  - als Abteilungsleiter

Kommunale Wahlbeamte:
- Landrat
  - in den Landkreisen mit einer Einwohnerzahl bis 200.000
- Oberbürgermeister
  - in den Gemeinden mit einer Einwohnerzahl bis 100.000
- 1. Beigeordneter
  - in den Gemeinden mit einer Einwohnerzahl bis 500.000
- weiterer Beigeordneter
  - in den Gemeinden mit einer Einwohnerzahl über 500.000

#### Besoldungsgruppe B7
- Vizepräsident des Rechnungshofes des Freistaates Sachsen

Kommunale Wahlbeamte:
- Landrat
  - in den Landkreisen mit einer Einwohnerzahl über 200.000
- Oberbürgermeister
  - in den Gemeinden mit einer Einwohnerzahl bis 250.000
- 1. Beigeordneter
  - in den Gemeinden mit einer Einwohnerzahl über 500.000

künftig wegfallend:
- Rektor der Technischen Universität Dresden
- Rektor der Universität Leipzig

#### Besoldungsgruppe B8
- Direktor beim Sächsischen Landtag
- Präsident einer Landesdirektion

Kommunale Wahlbeamte:
- Oberbürgermeister
  - in den Gemeinden mit einer Einwohnerzahl bis 500.000

#### Besoldungsgruppe B9
- Präsident des Rechnungshofes des Freistaates Sachsen
- Staatssekretär

Kommunale Wahlbeamte:
- Oberbürgermeister
  - in den Gemeinden mit einer Einwohnerzahl über 500.000

### Sachsen-Anhalt
Festgelegt in Anlage 1 – Besoldungsordnungen A und B des Besoldungsgesetzes des Landes Sachsen-Anhalt (Landesbesoldungsgesetz – LBesG LSA) vom 8. Februar 2011

#### Besoldungsgruppe B2
- Abteilungsdirektor
  - als Leiter einer großen und bedeutenden Abteilung bei einer Mittel- oder Oberbehörde
- Direktor der Sozialagentur Sachsen-Anhalt
- Direktor der Universitäts- und Landesbibliothek Sachsen-Anhalt
- Direktor des Landeseichamtes Sachsen-Anhalt (soweit nicht in A 16)
- Direktor des Landeskriminalamtes Sachsen-Anhalt
- Direktor des Landesbetriebes LIMSA (Liegenschafts- und Immobilienmanagement Sachsen-Anhalt)
- Geschäftsführender Direktor des Kommunalen Versorgungsverbandes Sachsen-Anhalt
- Landesbeauftragter für die Unterlagen des Staatssicherheitsdienstes der ehemaligen Deutschen Demokratischen Republik
- Ministerialrat
  - bei einer obersten Landesbehörde (soweit nicht in A 16)
- Polizeipräsident der Polizeidirektion Sachsen-Anhalt Süd
- Präsident des Statistischen Landesamtes Sachsen-Anhalt
- Rektor der Fachhochschule Polizei Sachsen-Anhalt
- Vizepräsident des Landesinstituts für Schulqualität und Lehrerbildung Sachsen-Anhalt

Kommunalbeamte:
- Bürgermeister einer Gemeinde mit bis zu 20.000 Einwohnern
- Leiter einer Verwaltungsgemeinschaft mit bis zu 30.000 Einwohnern
- erster Beigeordneter
  - des Bürgermeisters einer Gemeinde mit bis zu 50.000 Einwohnern
  - des Landrats eines Landkreises mit bis zu 75.000 Einwohnern
- Beamter auf Zeit einer Gemeinde mit bis zu 100.000 Einwohnern (soweit nicht in B 3, B 4 oder B 6)
- Beamter auf Zeit einer Gemeinde mit bis zu 60.000 Einwohnern (soweit nicht in A 16, B 3 oder B 5)
- Beamter auf Zeit eines Landkreise mit bis zu 150.000 Einwohnern (Soweit nicht in B 3 oder B 5)

#### Besoldungsgruppe B3
- Direktor des Landesbetriebes für Hochwasserschutz und Wasserwirtschaft Sachsen-Anhalt
- Direktor der Medienanstalt Sachsen-Anhalt
- Direktor der Landeszentrale für politische Bildung Sachsen-Anhalt
- Direktor des Landesamtes für Denkmalpflege und Archäologie Sachsen-Anhalt (Landesmuseum für Vorgeschichte)
- Finanzpräsident
- Kanzler der Martin-Luther-Universität Halle-Wittenberg
- Kanzler der Otto-von-Guericke-Universität Magdeburg
- Landesforstdirektor
- Landespolizeidirektor
- Leitender Ministerialrat
  - bei einer obersten Landesbehörde als ständiger Vertreter eines Abteilungsleiters
  - als Mitglied des Gesetzgebungs- und Beratungsdienstes beim Landtag von Sachsen-Anhalt
- Polizeipräsident der Polizeidirektion Sachsen-Anhalt Nord
- Präsident der Landesanstalt für Landwirtschaft, Forsten und Gartenbau Sachsen-Anhalt
- Präsident des Landesamtes für Geologie und Bergwesen Sachsen-Anhalt
- Präsident des Landesamtes für Verbraucherschutz Sachsen-Anhalt
- Präsident des Landesamtes für Vermessung und Geoinformation Sachsen-Anhalt
- Präsident des Landesamtes für Umweltschutz Sachsen-Anhalt
- Präsident des Landesinstituts für Schulqualität und Lehrerbildung Sachsen-Anhalt

Kommunalbeamte:
- Bürgermeister einer Gemeinde mit bis zu 30.000 Einwohnern
- Leiter einer Verwaltungsgemeinschaft mit über 30.000 Einwohnern
- erster Beigeordneter
  - des Bürgermeisters einer Gemeinde mit bis zu 60.000 Einwohnern
  - des Landrats eines Landkreises mit bis zu 150.000 Einwohnern
- Beamter auf Zeit einer Gemeinde mit bis zu 100.000 Einwohnern (soweit nicht in B 2, B 4 oder B 6)
- Beamter auf Zeit eines Landkreise mit über 150.000 Einwohnern (Soweit nicht in B 4 oder B 6)

#### Besoldungsgruppe B4
- Vizepräsident des Landesverwaltungsamtes

Kommunalbeamte:
- Bürgermeister einer Gemeinde mit bis zu 50.000 Einwohnern
- Landrat eines Landkreises mit bis zu 75.000 Einwohnern
- erster Beigeordneter
  - des Bürgermeisters einer Gemeinde mit bis zu 100.000 Einwohnern
  - des Landrats eines Landkreises mit über 150.000 Einwohnern
- Beamter auf Zeit einer Gemeinde mit bis zu 250.000 Einwohnern (soweit nicht in B 5, B 6 oder B 8)

#### Besoldungsgruppe B5
- Direktor des Landesbetriebes Bau Sachsen-Anhalt
- Landesbeauftragter für den Datenschutz Sachsen-Anhalt
- Ministerialdirigent
  - bei einer obersten Landesbehörde als Leiter einer Abteilung

Kommunalbeamte:
- Bürgermeister einer Gemeinde mit bis zu 60.000 Einwohnern
- Landrat eines Landkreises mit bis zu 150.000 Einwohnern
- Beamter auf Zeit einer Gemeinde mit bis zu 500.000 Einwohnern (soweit nicht in B 6, B 7 oder B 9)
- Beamter auf Zeit einer Gemeinde mit bis zu 250.000 Einwohnern (soweit nicht in B 4, B 6 oder B 8)

#### Besoldungsgruppe B6
- Ministerialdirigent
  - bei einer obersten Landesbehörde als Leiterin oder Leiter einer Abteilung
- Oberfinanzpräsident
- Vizepräsident des Landesrechnungshofes Sachsen-Anhalt

Kommunalbeamte:
- Bürgermeister einer Gemeinde mit bis zu 100.000 Einwohnern
- Landrat eines Landkreises mit über 150.000 Einwohnern
- erster Beigeordneter
  - des Bürgermeisters einer Gemeinde mit bis zu 250.000 Einwohnern
- Beamter auf Zeit einer Gemeinde mit bis zu 500.000 Einwohnern (soweit nicht in B 5, B 7 oder B 9)

#### Besoldungsgruppe B7
Kommunalbeamte:
- erster Beigeordneter
  - des Bürgermeisters einer Gemeinde mit bis zu 500.000 Einwohnern

#### Besoldungsgruppe B8
- Direktor beim Landtag von Sachsen-Anhalt
- Präsident des Landesverwaltungsamtes

Kommunalbeamte:
- Bürgermeister einer Gemeinde mit bis zu 250.000 Einwohnern

#### Besoldungsgruppe B9
- Präsident des Landesrechnungshofes
- Staatssekretär

Kommunalbeamte:
- Bürgermeister einer Gemeinde mit bis zu 500.000 Einwohnern

### Schleswig-Holstein
Festgelegt für die Landesbeamten in der Anlage 1 – Landesbesoldungsordnungen A und B des Gesetzes des Landes Schleswig-Holstein über die Besoldung der Beamtinnen und Beamten sowie Richterinnen und Richter (Besoldungsgesetz Schleswig-Holstein – SHBesG) vom 26. Januar 2012 und für die hauptamtlichen Wahlbeamten auf Zeit in der Landesverordnung über die Besoldung der hauptamtlichen Wahlbeamtinnen und Wahlbeamten auf Zeit der Gemeinden, Ämter und Kreise in Schleswig-Holstein (Kommunalbesoldungsverordnung – KomBesVO) vom 24. April 2012

#### Besoldungsgruppe B1
- Direktor und Professor

#### Besoldungsgruppe B2
- Abteilungsdirektor als Leiter einer großen und bedeutenden Abteilung bei einer Dienststelle oder Einrichtung, wenn deren Leiter mindestens in Besoldungsgruppe B 5 eingestuft ist oder mindestens eine entsprechende Vergütung erhält
- Direktor des AZV Südholstein – Kommunalunternehmen
  - als alleiniges Vorstandsmitglied 1
- Direktor und Professor
  - als Leiter einer wissenschaftlichen Forschungseinrichtung 2
  - bei einer wissenschaftlichen Forschungseinrichtung oder in einem wissenschaftlichen Forschungsbereich als Leiter einer Abteilung, eines Fachbereichs, eines Instituts sowie einer großen oder bedeutenden Gruppe (Unterabteilung) oder eines großen oder bedeutenden Laboratoriums, soweit sein Leiter nicht einem Unterabteilungsleiter oder einem Gruppenleiter unmittelbar unterstellt ist
- Hauptgeschäftsführer der Handwerkskammer Flensburg 3
- Leitender Kreisverwaltungsdirektor als hauptamtlicher Vertreter des Landrates bei der Wahrnehmung von Aufgaben als untere Landesbehörde
- Leitender Direktor
  - als Leiter einer Polizeidirektion
  - als der dem Landrat unmittelbar unterstellte Leiter einer großen und besonders bedeutenden Organisationseinheit eines Landkreises mit über 150 000 Einwohnerinnen und Einwohnern
  - als der einem Beamten auf Zeit unmittelbar unterstellte Leiter einer großen und besonders bedeutenden Organisationseinheit einer kreisfreien Stadt mit über 150.000 Einwohnerinnen und Einwohnern
- Ministerialrat
  - als Vertreter eines Abteilungsleiters bei einer obersten Landesbehörde
  - als Vertreter eines Abteilungsleiters des Landesrechnungshofs
  - als Leiter des Amtes für Bundesbau
  - als Leiter des Amtes für Planfeststellung Verkehr
- Stellvertretender Direktor des Landesbetriebs für Straßenbau und Verkehr
- Stellvertretender Geschäftsführer der Landwirtschaftskammer Schleswig-Holstein
- Verbandsdirektor des Zweckverbandes Ostholstein 1

Hauptamtliche Wahlbeamte auf Zeit:
- Bürgermeister (Oberbürgermeister) in kreisangehörigen Gemeinden (Städten) mit bis zu 20.000 Einwohnern
- Erster Stellvertreter des Bürgermeisters (Oberbürgermeisters) in kreisangehörigen Gemeinden (Städten) mit bis zu 50.000 Einwohnern
- Hauptamtlicher kommunaler Wahlbeamter in kreisangehörigen Gemeinden (Städten) mit bis zu 60.000 Einwohnern
- Amtsdirektor in Ämtern mit bis zu 20.000 Einwohnern

#### Besoldungsgruppe B3
- Direktor der Anstalt Schleswig-Holsteinische Landesforsten
- Direktor des Dienstleistungszentrums Personal
- Direktor des Landesamtes für Küstenschutz, Nationalpark und Meeresschutz
- Direktor des Landesamts für Umwelt
- Direktor des Landeslabors Schleswig-Holstein – Lebensmittel-, Veterinär- und Umweltuntersuchungsamt
- Direktor des Landesamts für Landwirtschaft und nachhaltige Landentwicklung
- Direktor des Landesamts für Vermessung und Geoinformation
- Direktor des Landesamtes für soziale Dienste
- Direktor des Schleswig-Holsteinischen Instituts für berufliche Bildung - Landesamt (SHBB)
- Direktor des Landesamts für Ausländerangelegenheiten
- Direktor und Professor
  - als Leiter einer wissenschaftlichen Forschungseinrichtung 1
  - bei einer wissenschaftlichen Forschungseinrichtung oder in einem wissenschaftlichen Forschungsbereich als Leiter einer großen Abteilung, eines großen Fachbereichs oder eines großen Instituts
- Geschäftsführer der Versorgungsausgleichskasse der Kommunalverbände in Schleswig-Holstein
- Hauptgeschäftsführer der Handwerkskammer Flensburg 2
- Hauptgeschäftsführer der Handwerkskammer Lübeck 3
- Präsident der Verwaltungsfachhochschule, wenn er zugleich die Leitung des Ausbildungszentrums für Verwaltung führt

Hauptamtliche Wahlbeamte auf Zeit:
- Bürgermeister (Oberbürgermeister) in kreisangehörigen Gemeinden (Städten) mit bis zu 30.000 Einwohnern
- Erster Stellvertreter des Bürgermeisters (Oberbürgermeisters) in kreisangehörigen Gemeinden (Städten) mit bis zu 60.000 Einwohnern
- Hauptamtlicher kommunaler Wahlbeamter in kreisangehörigen Gemeinden (Städten) mit über 60.000 Einwohnern
- Hauptamtlicher kommunaler Wahlbeamter in kreisfreien Städten mit bis zu 150.000 Einwohnern
- Amtsdirektor in Ämtern mit über 20.000 Einwohnern

#### Besoldungsgruppe B4
- Direktor bei der Deutschen Rentenversicherung Nord
  - als stellvertretender Geschäftsführer
- Direktor des Instituts für Qualitätsentwicklung an Schulen Schleswig-Holstein
- Direktor des Landesbetriebs Straßenbau und Verkehr Schleswig-Holstein
- Hauptgeschäftsführer der Handwerkskammer Lübeck 1
- Landespolizeidirektor
- Leitender Ministerialrat
  - als Abteilungsleiter bei einer obersten Landesbehörde 2
  - als Abteilungsleiter des Landesrechnungshofs 2

Hauptamtliche Wahlbeamte auf Zeit:
- Bürgermeister (Oberbürgermeister) in kreisangehörigen Gemeinden (Städten) mit bis zu 50.000 Einwohnern
- Erster Stellvertreter des Bürgermeisters (Oberbürgermeisters) in kreisangehörigen Gemeinden (Städten) mit über 60.000 Einwohnern
- Erster Stellvertreter des Oberbürgermeisters in kreisfreien Städten mit bis zu 150.000 Einwohnern
- Hauptamtlicher kommunaler Wahlbeamter in kreisfreien Städten mit über 150.000 Einwohnern

#### Besoldungsgruppe B5
- Geschäftsführer der Landwirtschaftskammer Schleswig-Holstein
- Erster Direktor der Deutschen Rentenversicherung Nord
  - als Geschäftsführer
- Ministerialdirigent
  - als Abteilungsleiter bei einer obersten Landesbehörde 1  2
  - als Abteilungsleiter und Mitglied des Landesrechnungshofs 1
  - als Landesbeauftragter für Datenschutz

Hauptamtliche Wahlbeamte auf Zeit:
- Bürgermeister (Oberbürgermeister) in kreisangehörigen Gemeinden (Städten) mit bis zu 60.000 Einwohnern
- Landrat in Kreisen mit bis zu 150.000 Einwohnern

#### Besoldungsgruppe B6
- Bürgerbeauftragter für soziale Angelegenheiten

Hauptamtliche Wahlbeamte auf Zeit:
- Bürgermeister (Oberbürgermeister) in kreisangehörigen Gemeinden (Städten) mit über 60.000 Einwohnern
- Oberbürgermeister in kreisfreien Städten mit bis zu 150.000 Einwohnern
- Landrat in Kreisen mit über 150.000 Einwohnern

#### Besoldungsgruppe B7
- Vizepräsident des Landesrechnungshofs

Hauptamtliche Wahlbeamte auf Zeit:
- Erster Stellvertreter des Oberbürgermeisters in kreisfreien Städten mit über 150.000 Einwohnern

#### Besoldungsgruppe B8
- Direktor des Landtages

#### Besoldungsgruppe B9
- Präsident des Landesrechnungshofs
- Staatssekretär

Hauptamtliche Wahlbeamte auf Zeit:
- Oberbürgermeister in kreisfreien Städten mit über 150.000 Einwohnern

#### Besoldungsgruppe B10
nicht besetzt

#### Besoldungsgruppe B11
nicht besetzt

### Thüringen
Festgelegt für die Landesbeamten in der Anlage 1 – Besoldungsordnungen A und B des Thüringer Besoldungsgesetzes (ThürBesG) vom 24. Juni 2008 in der Fassung vom 8. August 2014 und für die hauptamtlichen kommunalen Wahlbeamten in der Thüringer Verordnung über die Besoldung der hauptamtlichen kommunalen Wahlbeamten auf Zeit (Thüringer Kommunal-Besoldungsverordnung – ThürKomBesV –) vom 5. April 1993 in der Fassung vom 24. Juni 2008

#### Besoldungsgruppe B2
- Abteilungsdirektor
  - als Leiter einer Abteilung beim Landesverwaltungsamt
- Direktor des Kommunalen Versorgungsverbands
- Direktor des Instituts für Lehrerfortbildung, Lehrplanentwicklung und Medien
- Ministerialrat
  - beim Rechnungshof (soweit nicht in Besoldungsgruppe A 16)
- Vizepräsident des Amtes für Verfassungsschutz
- Vizepräsident des Landesamts für Verbraucherschutz

Hauptamtliche kommunale Wahlbeamte auf Zeit:
- Hauptamtliche Bürgermeister
  - in Gemeinden mit einer Einwohnerzahl von 15.001 bis 20.000 (soweit nicht in A 16)
  - in Gemeinden mit einer Einwohnerzahl von 20.001 bis 30.000 (soweit nicht in B 3)
- Hauptamtliche Beigeordnete als erste Stellvertreter des Bürgermeisters
  - in Gemeinden mit einer Einwohnerzahl von 30.001 bis 40.000 (soweit nicht in A 16)
  - in Gemeinden mit einer Einwohnerzahl von 40.001 bis 60.000 (soweit nicht in B 3)
- weitere hauptamtliche Beigeordnete
  - in Gemeinden mit einer Einwohnerzahl von 60.001 bis 100.000 (soweit nicht in A 16)
  - in Gemeinden mit einer Einwohnerzahl von 100.001 bis 200.000 (soweit nicht in B 3)
- Gemeinschaftsvorsitzende
  - in Verwaltungsgemeinschaften mit einer Einwohnerzahl von 15.001 bis 20.000 (soweit nicht in A 16)
  - in Verwaltungsgemeinschaften mit einer Einwohnerzahl von mehr als 20.000 (soweit nicht in B 3)
- Hauptamtliche Beigeordnete als erste Stellvertreter des Landrats
  - in Landkreisen mit einer Einwohnerzahl bis 75.000 (soweit nicht in A 16)
  - in Landkreisen mit einer Einwohnerzahl von 75.001 bis 150.000 (soweit nicht in B 3)
- weitere hauptamtliche Beigeordnete
  - in Landkreisen mit einer Einwohnerzahl von mehr als 150.000 (soweit nicht in A 16)

#### Besoldungsgruppe B3
- Abteilungsdirektor
  - als Leiter einer Abteilung bei der Landesfinanzdirektion
- Generaldirektor Museen der Klassik Stiftung Weimar
- Leitender Ministerialrat
  - als der Vertreter eines Abteilungsleiters bei einer obersten Landesbehörde (Beamte der Laufbahn des Polizeivollzugsdienstes führen als Vertreter des Abteilungsleiters bei einer obersten Landesbehörde. Der erste Inspekteur der Polizei erhält das Grundgehalt der Besoldungsgruppe B 4.)
  - als Vertreter des Landesbeauftragten für den Datenschutz
  - als Leiter der Abteilung Überörtliche Kommunalprüfung beim Präsidenten des Rechnungshofs
  - als Referatsgruppenleiter bei einer obersten Landesbehörde
- Direktor des Landesrechenzentrums
- Ministerialrat (Für dieses Amt kann je Ressort eine Stelle für den Leiter eines großen oder bedeutenden Referates ausgebracht werden. Auch für Leiter besonderer, durch Beschluss der Landesregierung eingerichteter Organisationseinheiten)
- Präsident des Landesamts für Bau und Verkehr
- Präsident des Landesamts für Statistik
- Präsident des Landesamts für Vermessung und Geoinformation
- Präsident der Landesanstalt für Landwirtschaft
- Präsident des Landeskriminalamts
- Präsident des Landesamts für Denkmalpflege und Archäologie (Der Amtsinhaber führt jeweils zusätzlich die Amtsbezeichnung „Landesarchäologe“, wenn er zugleich den Fachbereich Archäologische Denkmalpflege, oder die Amtsbezeichnung „Landeskonservator“, wenn er zugleich den Fachbereich Bau- und Kunstdenkmalpflege beim Landesamt für Denkmalpflege und Archäologie leitet.)
- Vizepräsident der Landespolizeidirektion

Hauptamtliche kommunale Wahlbeamte auf Zeit:
- Hauptamtlicher Bürgermeister
  - in Gemeinden mit einer Einwohnerzahl von 20.001 bis 30.000 (soweit nicht in B 2)
  - in Gemeinden mit einer Einwohnerzahl von 30.001 bis 40.000 (soweit nicht in B 4)
- Hauptamtliche Beigeordnete als erste Stellvertreter des Bürgermeisters
  - in Gemeinden mit einer Einwohnerzahl von 40.001 bis 60.000 (soweit nicht in B 2)
  - in Gemeinden mit einer Einwohnerzahl von 60.001 bis 100.000 (soweit nicht in B 4)
- weitere hauptamtliche Beigeordnete
  - in Gemeinden mit einer Einwohnerzahl von 100.001 bis 200.000 (soweit nicht in B 2)
  - in Gemeinden mit einer Einwohnerzahl von mehr als 200.000 (soweit nicht in B 4)
- Gemeinschaftsvorsitzende
  - in Verwaltungsgemeinschaften mit einer Einwohnerzahl von mehr als 20.000 (soweit nicht in B 2)
- Landräte
  - in Landkreisen mit einer Einwohnerzahl bis 75.000 (soweit nicht in B 4)
- Hauptamtliche Beigeordnete als erste Stellvertreter des Landrats
  - in Landkreisen mit einer Einwohnerzahl von 75.001 bis 150.000 (soweit nicht in B 2)
  - in Landkreisen mit einer Einwohnerzahl von mehr als 150.000 (soweit nicht in B 4)

#### Besoldungsgruppe B4
- Direktor beim Rechnungshof
  - als Mitglied
- Präsident der Landesanstalt für Umwelt und Geologie
- Präsident des Amtes für Verfassungsschutz
- Vizepräsident des Landesverwaltungsamts
- Präsident des Landesamts für Verbraucherschutz

Hauptamtliche kommunale Wahlbeamte auf Zeit:
- Hauptamtlicher Bürgermeister
  - in Gemeinden mit einer Einwohnerzahl von 30.001 bis 40.000 (soweit nicht in B 3)
  - in Gemeinden mit einer Einwohnerzahl von 40.001 bis 60.000 (soweit nicht in B 5)
- Hauptamtliche Beigeordnete als erste Stellvertreter des Bürgermeisters
  - in Gemeinden mit einer Einwohnerzahl von 60.001 bis 100.000 (soweit nicht in B 3)
  - in Gemeinden mit einer Einwohnerzahl von 100.001 bis 200.000 (soweit nicht in B 5)
- weitere hauptamtliche Beigeordnete
  - in Gemeinden mit einer Einwohnerzahl von mehr als 200.000 (soweit nicht in B 3)
- Landräte
  - in Landkreisen mit einer Einwohnerzahl bis 75.000 (soweit nicht in B 3)
  - in Landkreisen mit einer Einwohnerzahl von 75.001 bis 150.000 (soweit nicht in B 5)
- hauptamtliche Beigeordnete als erste Stellvertreter des Landrats
  - in Landkreisen mit einer Einwohnerzahl von mehr als 150.000 (soweit nicht in B 3)

#### Besoldungsgruppe B5
- Ministerialdirigent
  - als Leiter einer Abteilung bei einer obersten Landesbehörde
- Präsident der Klassik Stiftung Weimar

Hauptamtliche kommunale Wahlbeamte auf Zeit:
- Hauptamtlicher Bürgermeister
  - in Gemeinden mit einer Einwohnerzahl von 40.001 bis 60.000 (soweit nicht in B 4)
  - in Gemeinden mit einer Einwohnerzahl von 60.001 bis 100.000 (soweit nicht in B 6)
- Hauptamtliche Beigeordnete als erste Stellvertreter des Bürgermeisters
  - in Gemeinden mit einer Einwohnerzahl von 100.001 bis 200.000 (soweit nicht in B 4)
  - in Gemeinden mit einer Einwohnerzahl von mehr als 200.000 (soweit nicht in B 6)
- Landräte
  - in Landkreisen mit einer Einwohnerzahl von 75.001 bis 150.000 (soweit nicht in B 4)
  - in Landkreisen mit einer Einwohnerzahl von mehr als 150.000 (soweit nicht in B 6)

#### Besoldungsgruppe B6
- Ministerialdirigent
  - als Leiter einer großen oder bedeutenden Abteilung bei einer obersten Landesbehörde
- Präsident der Landesfinanzdirektion
- Präsident der Landespolizeidirektion
- Vizepräsident des Rechnungshofs

Hauptamtliche kommunale Wahlbeamte auf Zeit:
- Hauptamtlicher Bürgermeister
  - in Gemeinden mit einer Einwohnerzahl von 60.001 bis 100.000 (soweit nicht in B 5)
  - in Gemeinden mit einer Einwohnerzahl von 100.001 bis 200.000 (soweit nicht in B 7)
- Hauptamtliche Beigeordnete als erste Stellvertreter des Bürgermeisters
  - in Gemeinden mit einer Einwohnerzahl von mehr als 200.000 (soweit nicht in B 5)
- Landräte
  - in Landkreisen mit einer Einwohnerzahl von mehr als 150.000 (soweit nicht in B 5)

#### Besoldungsgruppe B7
- Ministerialdirigent
  - als leitender Beamter der Staatskanzlei

Hauptamtliche kommunale Wahlbeamte auf Zeit:
- Hauptamtlicher Bürgermeister
  - in Gemeinden mit einer Einwohnerzahl von 100.001 bis 200.000 (soweit nicht in B 6)
  - in Gemeinden mit einer Einwohnerzahl von mehr als 200.000 (soweit nicht in B 8)

#### Besoldungsgruppe B8
- Direktor beim Landtag
- Präsident des Landesverwaltungsamts

Hauptamtliche kommunale Wahlbeamte auf Zeit:
- Hauptamtliche Bürgermeister
  - in Gemeinden mit einer Einwohnerzahl von mehr als 200.000 (soweit nicht in B 7)

#### Besoldungsgruppe B9
- Präsident des Rechnungshofs
- Staatssekretär

#### Besoldungsgruppe B10
- Staatssekretär
  - als Chef der Staatskanzlei